# Rugby-Union-Nationalmannschaft der Vereinigten Staaten
Die Rugby-Union-Nationalmannschaft der Vereinigten Staaten (englisch United States national rugby union team) ist die Nationalmannschaft der Vereinigten Staaten in der Sportart Rugby Union und repräsentiert das Land bei allen Länderspielen (Test Matches) der Männer. Die Mannschaft trägt den Spitznamen the Eagles („die Adler“), nach dem Weißkopfseeadler (Haliaeetus leucocephalus), dem Nationalvogel des nordamerikanischen Landes. Die organisatorische Verantwortung trägt der 1975 gegründete Verband USA Rugby (USAR). Die USA werden vom Weltverband World Rugby in die zweite Stärkeklasse (second tier) eingeteilt und gelten als die zweitbeste Nationalmannschaft auf dem amerikanischen Doppelkontinent (nach Argentinien). Bisher wurde ein amerikanischer Nationalspieler in die World Rugby Hall of Fame aufgenommen.
Das erste Test Match fand 1912 gegen Australien statt. Ihre größten Erfolge feierten die Amerikaner vor fast einem Jahrhundert, als sie 1920 und 1924 Olympiasieger wurden. Die USA qualifizierten sich für acht der bisher zehn ausgetragenen Weltmeisterschaften und verpasste nur die Turniere 1995 und 2023. Von 2003 bis 2011 nahm die Mannschaft am Churchill Cup teil, seither beteiligte sie sich mehrmals am Pacific Nations Cup, wo es gegen Fidschi, Japan, Kanada, Samoa und Tonga antritt. Seit 2016 nehmen die USA an der jährlichen Americas Rugby Championship teil, zusammen mit der zweiten Mannschaft Argentiniens, Brasilien, Chile, Kanada und Uruguay.

## Organisation
Verantwortlich für die Organisation von Rugby Union in den Vereinigten Staaten ist USA Rugby (USAR). Der Verband wurde 1975 unter dem Namen United States of America Rugby Football Union gegründet und 1987, kurz vor der ersten Weltmeisterschaft, Vollmitglied des International Rugby Football Board (IRFB; heute World Rugby). USA Rugby ist außerdem Gründungsmitglied der North America and West Indies Rugby Association (NAWIRA; heute Rugby Americas North), die 2001 entstand, als Kanada und die USA der West Indies Rugby Association beitraten.
Die professionelle Major League Rugby, an der im Jahr 2022 13 Mannschaften teilnehmen, ist die höchste Rugbyliga in den USA und wurde 2017 zur Entwicklung des Rugbysports gegründet. Ein Großteil der für die Nationalmannschaft antretenden Spieler speist sich seitdem aus dieser Liga, weitere Spieler sind vor allem in England und Australien tätig. Der nationalen Meisterschaft übergeordnet ist die zusammen mit zwei Franchises aus Argentinien sowie je einem Team aus Brasilien, Chile, Paraguay und Uruguay ausgetragene internationale Meisterschaft Super Rugby Americas. Da sich die Spielzeiten nur wenig überschneiden, kommen zahlreiche Spieler in beiden Profiligen zum Einsatz.
Neben der eigentlichen Nationalmannschaft ruft USA Rugby weitere Auswahlmannschaften zusammen. USA Selects bilden die zweite Mannschaft der USA und nahmen bis 2016 an der Americas Rugby Championship teil, bevor man zur World Rugby Americas Pacific Challenge wechselte. Wie andere Rugbynationen verfügen die USA über eine U-20-Nationalmannschaft, die an den entsprechenden Weltmeisterschaften teilnimmt. Hinzu kommen die USA Sevens, die Nationalmannschaft für Siebener-Rugby. Kinder und Jugendliche werden bereits in der Schule an den Rugbysport herangeführt und je nach Interesse und Talent beginnt dann die Ausbildung. Auch an Colleges und Universitäten wird der Rugbysport immer beliebter und als Alternative zum American Football angeboten.

## Geschichte

### Einführung und Verbreitung von Rugby

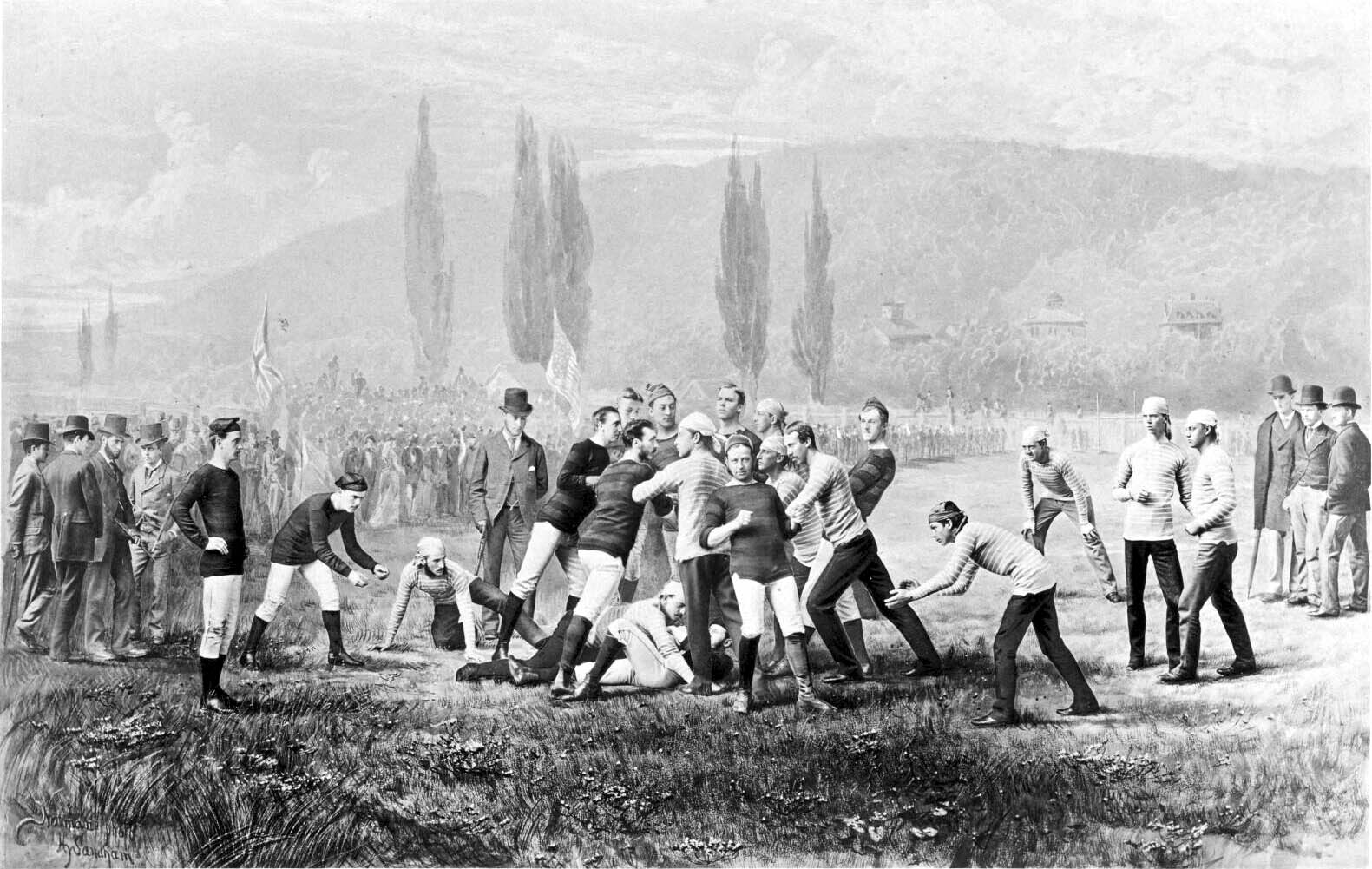
Rugbyspiel zwischen Harvard und McGill, 1874

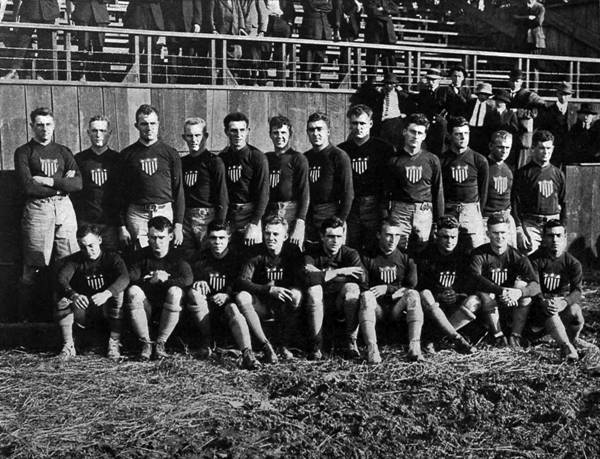
Das amerikanische Team, das 1912 gegen die Wallabies im California Field bei deren Nordamerikatour antrat

William Strachey, ein in Jamestown (Virginia) lebender englischer Kolonist, berichtete 1610 von einem Ballspiel der Lenni Lenape namens Pahsaheman. Damit verwandte Ballspiele, die alle eine gewisse Ähnlichkeit mit dem heutigen Rugby aufwiesen, sind auch von anderen indigenen Völkern entlang der Ostküste Nordamerikas überliefert, beispielsweise bei den Massachusett, Mi’kmaq, Narraganset und Powhatan. Die Kolonisten ihrerseits brachten fußballähnliche Spiele aus Großbritannien mit, deren Gemeinsamkeit darin bestand, kein festes Regelwerk zu besitzen, eine Vielzahl von Beteiligten miteinzubeziehen und mitunter gewalttätig zu sein. Frühformen des Rugby, die damals alle unter dem Namen football liefen, wurden bereits in den 1840er Jahren an den Universitäten von Harvard, Yale und Princeton gespielt und waren teilweise von Amerikanern eingeführt worden, die an englischen Public Schools ausgebildet worden waren. 1869 sollen Spiele zwischen der Princeton und der Rutgers University stattgefunden haben, dessen Regeln der Etablierung des Rugby-Union-Codes vorausgingen und das Vorwärtspassen untersagten.
Nachdem Rugby zunächst ein reiner Hochschulsport gewesen war, gründeten eingewanderte Briten im Jahr 1872 in der San Francisco Bay Area die ersten Vereine. Das erste überlieferte Rugbyspiel fand am 15. Mai 1874 in Cambridge (Massachusetts) statt, als die Teams der Harvard University und der McGill University aus Montreal aufeinandertrafen. Das Match weckte das Interesse weiterer Hochschulen an der Sportart. 1876 gründeten die Universitäten Yale, Harvard, Princeton und Columbia die Intercollegiate Football Association, deren Mitglieder zunächst die Rugby-Regeln anwendeten, ehe sie sich in späteren Jahren unter dem Einfluss von Walter Camp allmählich dem American Football zuwandten. Währenddessen begann sich Rugby auch an kalifornischen Hochschulen zu verbreiten. Die California Golden Bears der University of California in Berkeley traten am 3. Dezember 1882 erstmals gegen den Einwandererverein Phoenix Club aus San Francisco an. Im ausgehenden 19. Jahrhundert wurde Rugby hauptsächlich an der Ost- und Westküste gespielt, war aber in den Landesteilen dazwischen wenig verbreitet (mit Ausnahme von Illinois, Texas und Utah).
1906 erlebte der damals als äußerst brutal geltende American Football eine existenzielle Krise, nachdem während einer Saison 18 Spieler gestorben waren. Harvard-Präsident Charles William Eliot drohte mit dem Verbot aller Gridiron-Varianten des College Football und es schien, als ob sich das weniger gefährliche Rugby durchsetzen würde. Unter der Vermittlung von US-Präsident Theodore Roosevelt wurden schließlich neue Regeln beschlossen, welche die Brutalität markant minderten und auch eine deutlichere Trennung zwischen beiden Sportarten bewirkten. Während Football im Osten und im Mittleren Westen daraufhin einen Popularitätsschub erlebte, gab es an der Westküste zunächst eine gegenläufige Entwicklung: Unter dem Eindruck der Europatour der neuseeländischen All Blacks, die auf ihrer Heimreise zwei Spiele in Kalifornien bestritten, bevorzugten die Stanford University, die University of California und andere Colleges den Rugbysport. Ein Team kalifornischer Studenten tourte 1910 durch Australien und Neuseeland. Sie luden ihre Gastgeber ein, selbst in die USA zu kommen. Die australischen Wallabies kamen im Herbst 1912 dieser Einladung nach und unternahmen eine Nordamerikatour. So fand am 16. November auf dem California Field in Berkeley das erste Test Match zwischen den USA und Australien statt, das die Gäste mit 12:8 gewannen.
Der San Francisco Chronicle berichtete überschwänglich: „Amerika ist auf der internationalen Landkarte angekommen und wird in ein paar Jahren auf alle anderen Nationen herabblicken.“ Doch nur ein Jahr später endete der scheinbare Höhenflug jäh, als die All Blacks durch Nordamerika tourten und ihren Konkurrenten haushoch überlegen waren. Am 15. November 1913 mussten über 10.000 Zuschauer mit ansehen, wie das amerikanische Nationalteam regelrecht deklassiert wurde. Die San Francisco Post schrieb dazu: „Die kalifornischen Spieler sind die besten, die wir in sieben Jahren Intercollegiate Rugby entwickelt haben – die allerbesten. Und das Ergebnis gegen sie war 51 zu 3. Die einzige Schlussfolgerung ist, dass wir noch nicht gelernt haben, wie man Rugby spielt. Es ist noch immer ein fremdes Spiel.“ Unter den Studenten der Westküste machte sich ein Gefühl der Unzulänglichkeit breit. Sie kamen zum Schluss, dass sie niemals mithalten könnten und es daher sinnlos sei, es überhaupt zu versuchen. Außerdem herrschte die Meinung vor, es sei erstrebenswerter, sich mit anderen Landesteilen zu messen als mit völlig überlegenen ausländischen Mannschaften. Aus diesem Grund bevorzugte die University of California ab 1915 wieder Football und läutete damit das Ende der Sonderstellung Kaliforniens ein. Die Stanford University blieb dem Rugby nach dem Ersten Weltkrieg noch einige Jahre treu.

### Olympiasieger 1920 und 1924

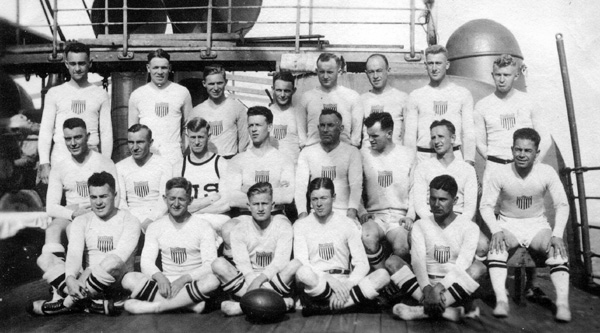
Das amerikanische Team, das bei den Olympischen Spielen 1920 in Antwerpen Gold gewann

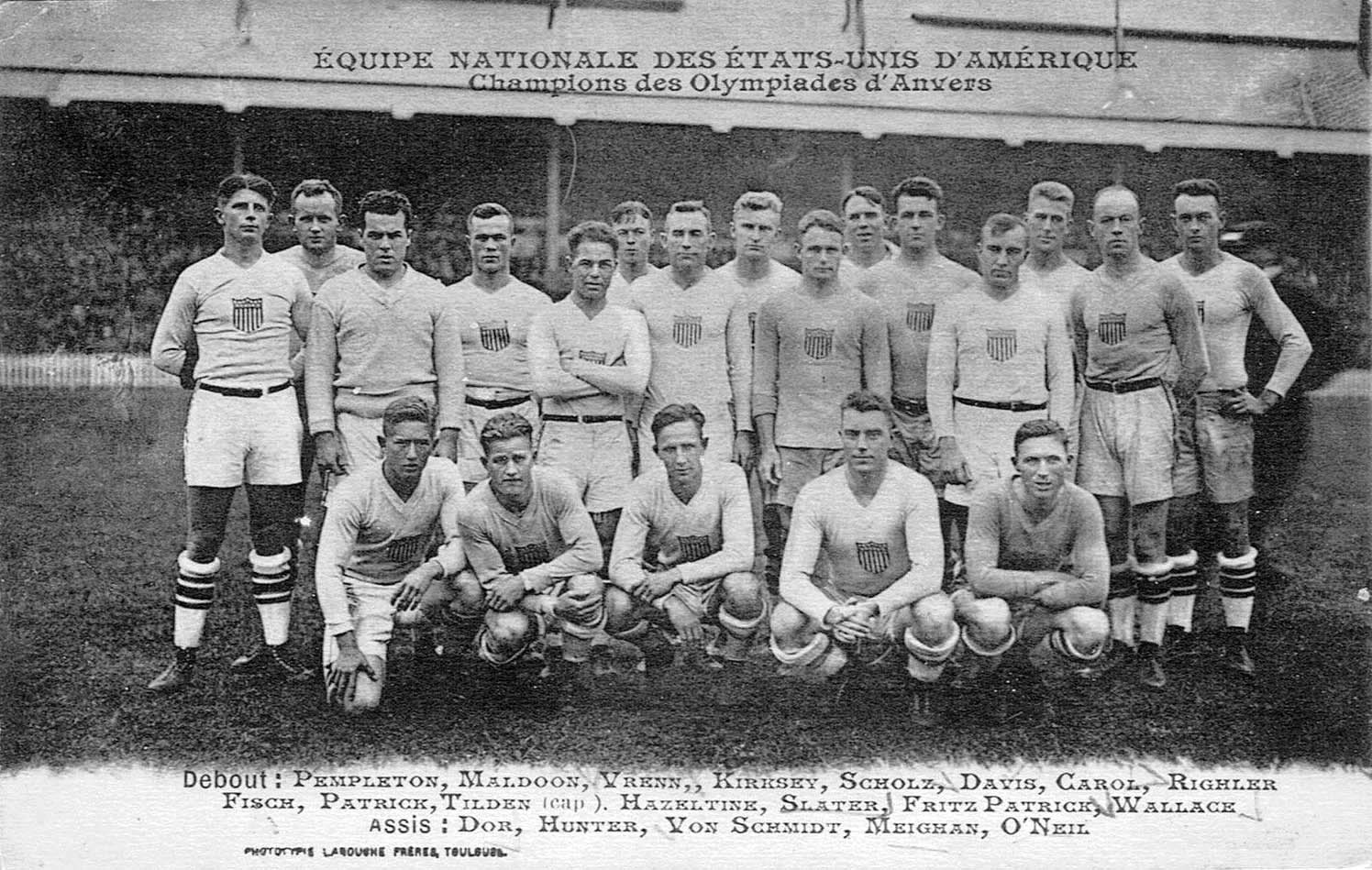
Das amerikanische Team vor ihrem Test Match im Oktober 1920 gegen Frankreich

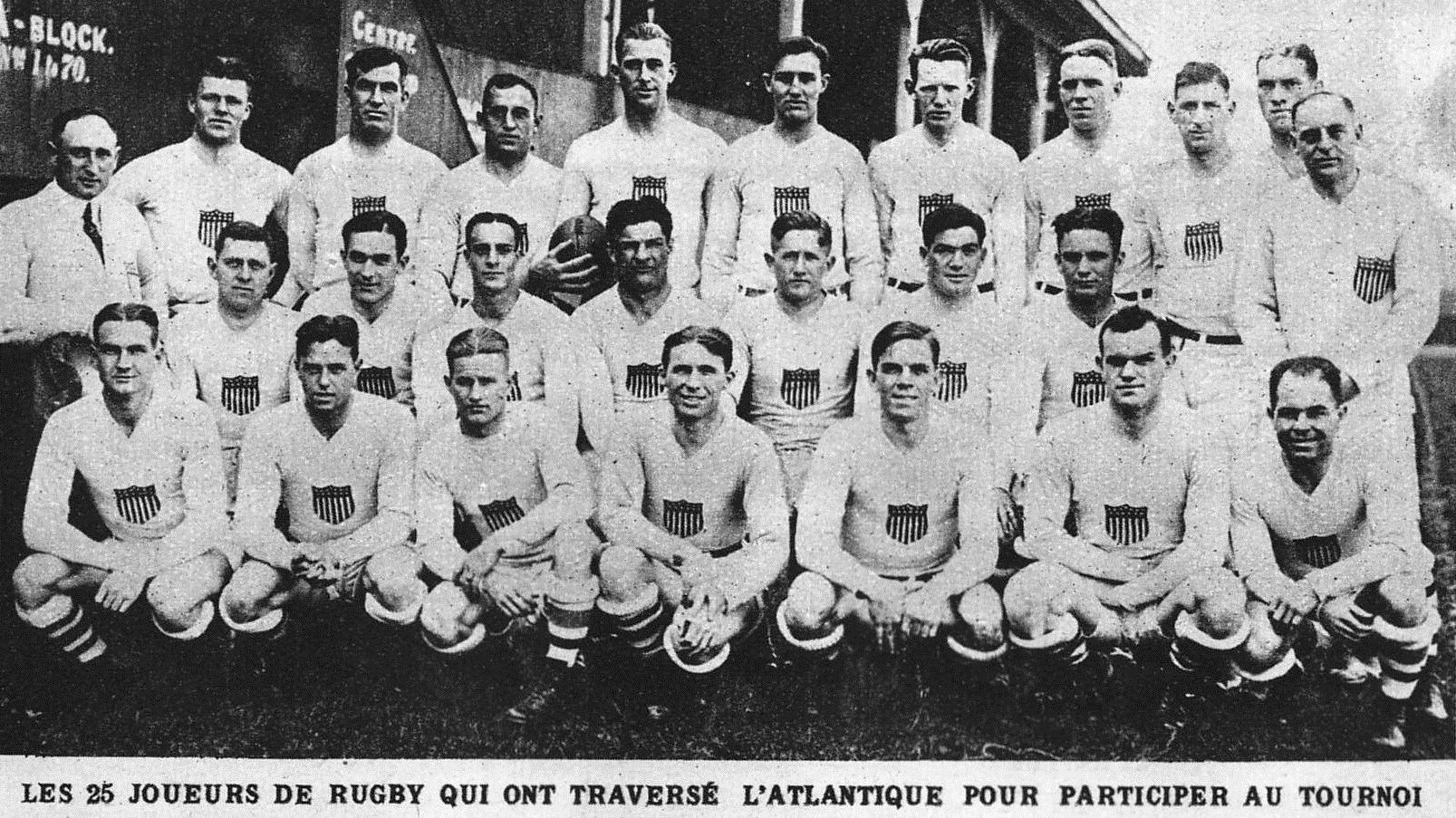
Das amerikanische Team, das bei den Olympischen Spielen 1924 in Paris Gold gewann

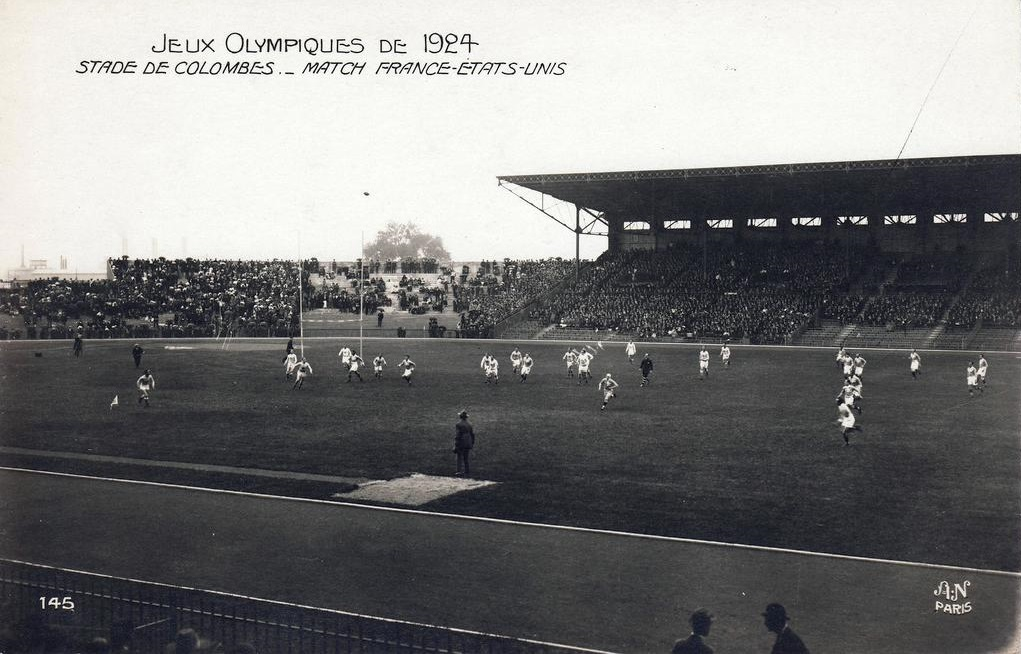
Spiel Frankreich–USA bei den Olympischen Spielen 1924

1920 hatte der kalifornische Rugbyverband die Idee, eine Mannschaft an die Olympischen Spiele in Antwerpen zu entsenden. Das United States Olympic Committee (USOC) gab nach einigem Zögern seine Zustimmung. Es war aber nicht bereit, die Kosten zu tragen, denn Kalifornien war mittlerweile der einzige Bundesstaat, in dem Rugby noch einigermaßen verbreitet war. Die dortigen Hochschulen betrieben erfolgreich Fundraising und stellten eine Mannschaft zusammen, die sich fast ausschließlich aus Kaliforniern zusammensetzte. Wenige Wochen vor der Abreise erklärte sich die Amateur Athletic Union dazu bereit, einen Teil der Reisekosten zu übernehmen. Als die Amerikaner in Belgien eintrafen, stellte sich heraus, dass die Tschechoslowakei und Rumänien in der Zwischenzeit ihre Anmeldung zurückgezogen hatten. So verblieben Frankreich und die USA als einzige Teilnehmer des olympischen Rugbyturniers. Es gab nur ein einziges Spiel um die Gold- oder Silbermedaille, das am 5. September bei strömendem Regen stattfand. Die Amerikaner waren weitaus besser auf das schlammige Terrain eingestellt und schlugen die als haushohe Favoriten eingestuften Franzosen überraschend mit 8:0. Die Fédération française de rugby lud die Olympiasieger daraufhin zu einer kurzen Tour durch Frankreich ein; die Gäste gewannen drei von vier Spielen (die einzige Niederlage resultierte in einem Test Match gegen die französische Nationalmannschaft).
Der Olympiasieg fand in den USA bemerkenswert wenig Beachtung und trug nicht dazu bei, das seit einigen Jahren schwindende Interesse am Rugbysport aufzuhalten. 1923 forderten die Franzosen die Kalifornier zur Titelverteidigung bei den in Paris stattfindenden Olympischen Spielen 1924 heraus. Das USOC gab zwar abermals seine Zustimmung zur Entsendung eines Rugbyteams, verweigerte aber erneut jegliche finanzielle Unterstützung. Trotzdem fanden sich sieben Olympiasieger von 1920 zusammen. Sie sammelten 20.000 Dollar ein und fanden 15 weitere Spieler (einschließlich einiger Footballspieler, die noch nie Rugby gespielt hatten). Erneut bestand das amerikanische Team fast ausschließlich aus Kaliforniern. Zur Vorbereitung tourte es im April 1924 durch England, wo es in drei Spielen gegen hoch eingeschätzte Vereine verlor (keiner der britischen Verbände entsandte eine Mannschaft nach Paris, da das organisierende Comité National Olympique et Sportif Français auf ein gesamtbritisches Team bestanden hatte).
Bei dem im Stade de Colombes stattfindenden Turnier räumte man den Amerikanern und Rumänen wenig Chancen gegen die Gastgeber ein. Am 11. Mai schlugen die USA Rumänien mit 39:0 (einschließlich dreier Versuche). Zum Endspiel am 18. Mai waren 30.000 Zuschauer erwartet worden; es kamen jedoch rund 50.000, um das Rugbyfinale und die Überreichung der ersten Goldmedaille bei diesen Olympischen Spielen mitzuverfolgen. Wettbüros räumten den USA keine Chance ein, die Quote zugunsten Frankreichs lautete 20:1. Die Amerikaner ließen sich davon nicht beeindrucken und ihr Kapitän Colby Slater schrieb vor den Spiel in sein Tagebuch: „Wir werden sie mit Sicherheit wissen lassen, dass sie an einer Schlacht teilgenommen haben.“ Den Wettquoten zum Trotz fanden die USA gut in das Spiel hinein und führten zur Halbzeit mit 3:0. Schwere Tackles der Amerikaner, die sie vom Football kannten, störten die Franzosen im Spielaufbau und ließen sie ermüden, während die USA in der zweiten Hälfte vier Versuche legten und so die Franzosen mit 17:3 bezwangen. Nach Spielende mussten die Amerikaner von der Polizei aus dem Stadion eskortiert werden, um sie vor der aufgebrachten Menge zu schützen.

### Wiederbelebung nach langer Pause
1925 strich das Internationale Olympische Komitee Rugby von der Liste der olympischen Sportarten, nachdem mit Pierre de Coubertin dessen größter Förderer zurückgetreten war. Ohne die olympische Herausforderung verlor Rugby Union in den USA endgültig an Bedeutung und war auf kleine regionale Nischen beschränkt, wo er weiterhin ein reiner Amateursport blieb. In den 1930er und 1950er Jahren versuchten australische und britische Promotoren, die professionelle Variante Rugby League zu etablieren, das mehr Ähnlichkeiten mit Football aufweist. Doch diese Bemühungen scheiterten aus dem einfachen Grund, dass Rugby-Union-Spieler, die Profi werden wollten, stattdessen in die weitaus lukrativere National Football League wechselten. In den 1950er Jahren konnte wieder ein leicht wachsendes Interesse an Rugby Union festgestellt werden. Zunächst handelte es sich fast ausschließlich um Enthusiasten, die den Sport in einem Auslandsjahr kennengelernt hatten oder um Auswanderer, die ihn weiterhin ausüben wollten. In den 1960er und 1970er Jahren erfuhr Rugby Union dann auch an Hochschulen eine Wiederbelebung, überwiegend an der Westküste; die Zahl der Vereine nahm ebenfalls zu. Da die Sportler bisher nur in regionalen Verbänden organisiert waren, wuchs das Bedürfnis nach einem nationalen Verband, der die USA international vertreten konnte. Schließlich erfolgte am 7. Juni 1975 in Chicago die Gründung der United States of America Rugby Football Union (heute USA Rugby).
Am 31. Januar 1976, mehr als ein halbes Jahrhundert nach den Olympischen Spielen 1924, fand auf dem Glover Field in Anaheim das erste Test Match seit der Wiederbelebung und unter Führung des neuen Verbandes statt. Das als Eagles bezeichnete Nationalteam trat gegen die australischen Wallabies an (die von einer langen Europatour zurückkehrten) und verlor mit 12:24. Fünf Monate später verloren die Amerikaner in Chicago gegen Frankreich, hielten aber trotz der 14:33-Niederlage relativ gut mit. Im Herbst 1977 folgte eine Tour durch England mit ansprechenden Ergebnissen, wobei das Spiel gegen die englische Nationalmannschaft im Londoner Twickenham Stadium nicht als Test Match zählte. Ebenfalls 1977 begann die bis heute andauernde Rivalität mit Kanada, der erste Sieg über den Nachbarn gelang im Mai 1978 in Baltimore. Die Nationalmannschaft erlangte allmählich mehr Bekanntheit, allerdings war die Erfolgsbilanz in der Anfangszeit sehr bescheiden. So gelang von 1979 bis 1983 kein einziger Sieg. Äußerst kontrovers war im Herbst 1981 der Besuch der südafrikanischen Springboks. Nachdem bereits die vorangegangenen Spiele in Neuseeland von heftigen Anti-Apartheid-Protesten begleitet gewesen waren, kam es auch im zweiten Teil der Tour zu Demonstrationen. Aus diesem Grund beschlossen beide Verbände, das abschließende Test Match im Geheimen durchzuführen. Es fand am 25. September in der Kleinstadt Glenville im Bundesstaat New York vor nur 30 Zuschauern statt und endete mit einem 38:7-Sieg der Gäste. 1983 unternahmen die Eagles eine kurze Tour nach Australien und unterlagen in Sydney den überlegenen Wallabies mit 3:49. Am 21. April 1985 bestritten die USA ihr erstes Test Match gegen Japan und setzten sich im Prinz-Chichibu-Rugbystadion in Tokio knapp mit 16:15 durch.
Die USA erhielten eine Einladung zur Teilnahme an der ersten Weltmeisterschaft 1987 in Australien und Neuseeland, womit auch die Aufnahme in den International Rugby Football Board (IRFB; heute World Rugby) verbunden war. Ihr erstes Gruppenspiel gegen Japan im Ballymore Stadium in Brisbane endete mit einem 21:18-Sieg, wobei der Schlussmann Ray Nelson 13 Punkte erzielte. Die USA verloren jedoch ihre beiden darauf folgenden Gruppenspiele: mit 12:47 gegen die Wallabies und mit 6:34 gegen England. Sie belegten den dritten Platz in ihrer Gruppe und verpassten somit wie erwartet die Qualifikation für das Viertelfinale. Im November 1987 folgte eine Tour durch Wales, wobei den Eagles zwei Siege über regionale Teams gelangen. Das erste Test Match gegen die walisische Nationalmannschaft endete mit einer 0:46-Niederlage und zeigte erneut den deutlichen Klassenunterschied zu den weltbesten Mannschaften auf. Um einen Beitrag zur Entspannung im Kalten Krieg zu leisten, nahmen die Eagles im September 1988 an einem internationalen Turnier in Moskau statt. Dort gewannen sie gegen Rumänien, verloren aber die einzige Begegnung mit der Sowjetunion.

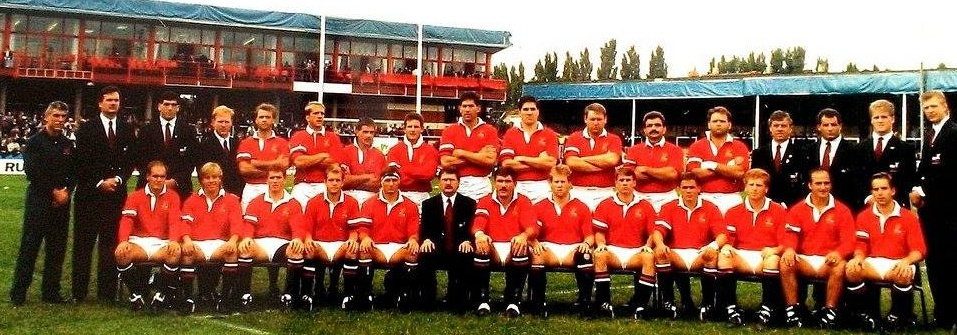
Die Mannschaft der USA vor dem Spiel gegen die All Blacks bei der WM 1991

Für die nächste Weltmeisterschaft standen dem amerikanischen Kontinent drei Startplätze zur Verfügung. Da sich außer den USA, Kanada und Argentinien keine anderen Verbände gemeldet hatten, war das Team automatisch teilnahmeberechtigt und in der Qualifikationsrunde um den Jahreswechsel 1989/90 ging es lediglich um die Zuteilung in die Vorrundengruppen. Von September 1990 bis Mai 1991 erzielten die USA drei aufeinanderfolgende Siege in Test Matches (alle gegen Japan). Es war dies das erste Mal überhaupt, dass der Mannschaft eine solche Erfolgsserie gelang. Als WM-Vorbereitung empfingen die Amerikaner die Franzosen zu zwei Test Matches. Als schwächstes Team des amerikanischen Kontinents wurden die USA für die Weltmeisterschaft 1991, die in den Ländern der damaligen Five Nations ausgetragen wurde, in eine sehr starke Vorrundengruppe gelost. Sie bestand aus dem Titelverteidiger Neuseeland, dem nominellen Gastgeber England und Italien. Im ersten Gruppenspiel unterlagen sie den Italienern mit 9:30, im zweiten den Neuseeländern mit 6:46. Gegen England resultierte im Londoner Twickenham Stadium eine 9:37-Niederlage, worauf die USA als Tabellenletzte aus dem Turnier ausschieden.
1992 und 1993 gab es nur je ein Test Match gegen Kanada, die beide mit Niederlagen endeten. Hinzu kam im Oktober 1993 ein Freundschaftsspiel ohne Test-Match-Status in Riverside gegen den amtierenden Weltmeister Australien, das die USA äußerst knapp mit 22:26 verloren. 1994 stand wieder eine WM-Qualifikation auf dem Programm. Nachdem die USA in der ersten Qualifikationsrunde Bermuda mit 60:3 geschlagen hatten, trafen sie in der zweiten Runde auf Argentinien. In zwei Spielen um den einzigen zu vergebenden Startplatz des amerikanischen Kontinents setzten sich die Argentinier äußerst knapp mit fünf bzw. sechs Punkten Differenz durch, womit die USA die Weltmeisterschaft 1995 in Südafrika verpassten. Damit versäumten die USA erstmals ein Turnier. Diese Bilanz steht im Kontrast zu jener der Frauen-Nationalmannschaft, die zu den weltweit besten gehört und bei der Frauen-Weltmeisterschaft 1991 Weltmeister wurde.
Im November 1994 und im Januar 1996 konnten sich die Amerikaner mit zwei sehr knappen Niederlagen in Freundschaftsspielen gegen Irland rehabilitieren. 1996 nahmen die USA erstmals am neuen Turnier Pacific Rim Rugby Championship und an der Panamerikameisterschaft teil, bei denen sie jeweils den dritten Platz belegten. Anfang 1997 unternahm das Team eine Tour nach Wales. 1998 unternahmen die USA eine erfolgreiche Europatour, während der man sowohl Spanien als auch Portugal bezwang. In der Qualifikation für die WM 1999 verloren die USA zwar gegen Argentinien und Kanada, setzten sich aber im letzten Spiel mit 21:16 gegen Uruguay durch und qualifizierten sich doch noch. Als Vorbereitung nahmen sie an der Pacific Rim Rugby Championship 1999 teil, bei der sie zwar erstmals Tonga und Fidschi schlugen, den möglichen Turniersieg aber mit knappen Niederlagen gegen Japan und Samoa verpassten. In der Gruppenphase der in den Ländern der Five Nations stattfindenden Weltmeisterschaft 1999 unterlagen die Amerikaner im ersten Spiel den Iren deutlich mit 8:53. Anschließend folgte eine knappe 25:27-Niederlage gegen Rumänien. Mit einer 19:55-Niederlage im letzten Spiel gegen Australien landeten die Amerikaner erneut auf dem vierten Platz ihrer Gruppe und schieden ohne Erfolgserlebnis aus.

### Etablierung im Mittelfeld

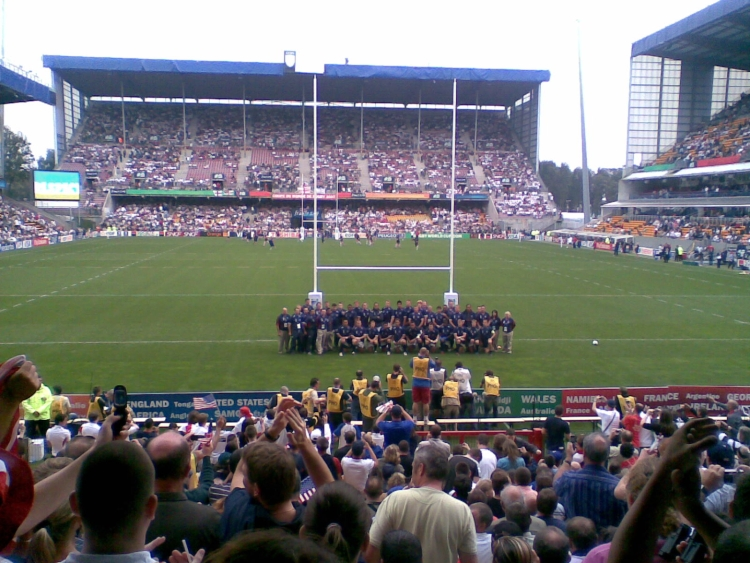
Die USA bei der Weltmeisterschaft 2007

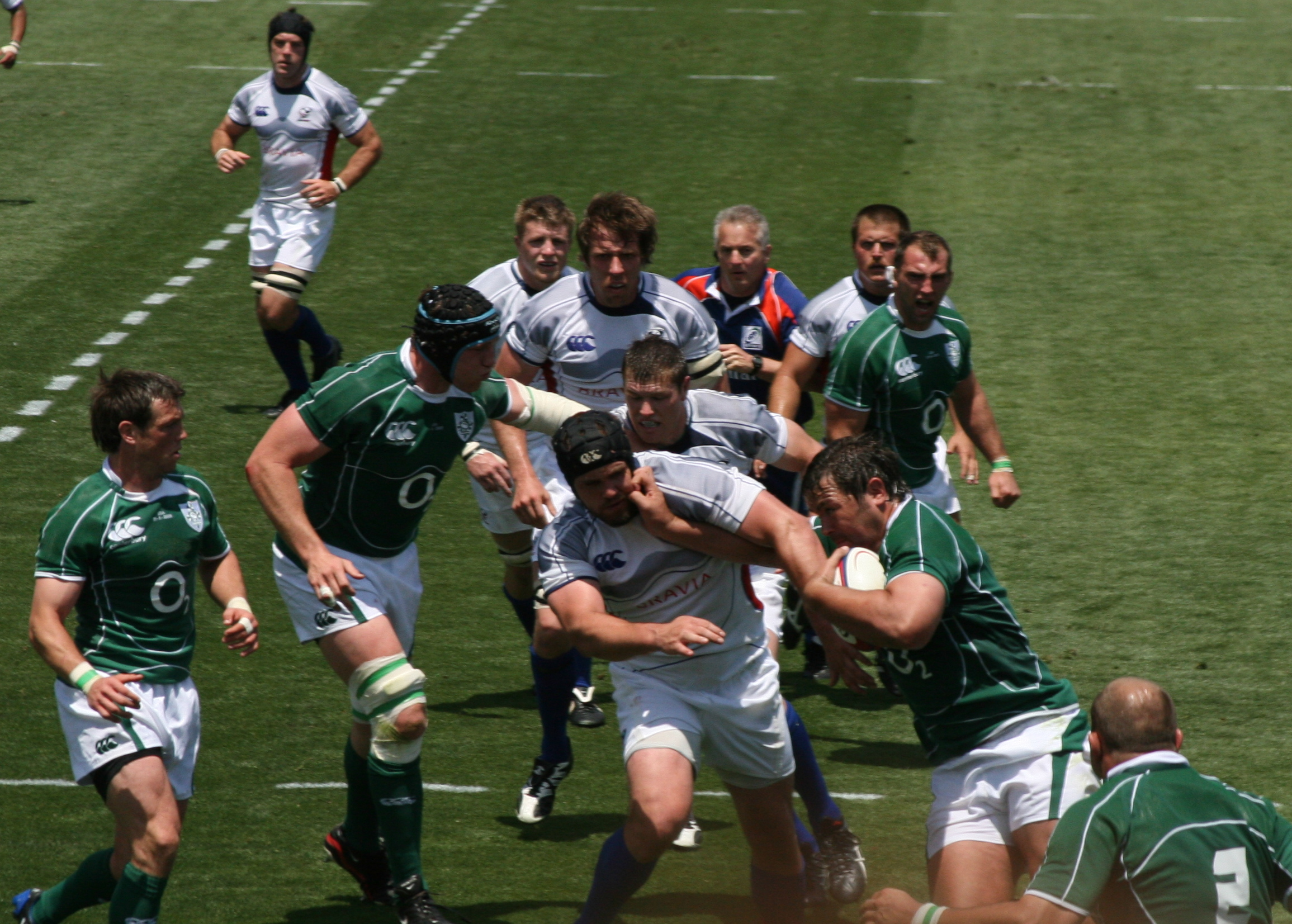
Die USA gegen Irland in Santa Clara, Kalifornien, 2009

Von Juni 2000 bis Mai 2001 erlitten die USA in Test Matches acht Niederlagen in Folge und wiesen damit eine gleich schlechte Bilanz auf wie 1998. Nachdem diese Negativserie bei der Panamerikameisterschaft 2001 mit einem knappen Sieg über Uruguay kurz unterbrochen werden konnte, folgten im Anschluss fünf weitere Niederlagen (unter anderem zweimal gegen Kanada zum Auftakt der Qualifikation für die WM 2003). Zwei Heimsiege über Uruguay und Chile reichten jedoch für Platz 3 in der ersten Qualifikationsphase, der zum Einzug in die interkontinentale Barrage berechtigte. In dieser setzten sich die USA mit zwei deutlichen Siegen gegen Spanien durch und schaffte dadurch zum vierten Mal die WM-Qualifikation. Unmittelbar darauf folgten zwei Siege gegen Japan und Kanada, womit die amerikanische Nationalmannschaft erstmals in ihrer Geschichte vier Erfolge hintereinander in Test Matches feiern konnte. Als Ersatz für die nicht mehr ausgetragene Pacific Rim Rugby Championship und Panamerikameisterschaft führte der IRB 2003 zwei neue Wettbewerbe ein, den Super Powers Cup und den Churchill Cup, an denen die USA jeweils teilnahmen. Während ersterer nur bis 2005 Bestand hatte, hielt sich letzterer bis 2011. Bei der Weltmeisterschaft 2003 in Australien endeten die USA auf den vierten Platz von fünf in der Gruppenphase. Im ersten Gruppenspiel gegen Fidschi führten sie zu Beginn der zweiten Halbzeit mit 13:3, Fidschi drehte das Endergebnis noch zu einem 19:18; dies war die neunte aufeinanderfolgende Niederlage der USA bei Weltmeisterschaften. Nach einer 15:39-Niederlage gegen Schottland bezwangen die Amerikaner Japan mit 39:26 und gewannen somit erstmals seit 1987 wieder ein WM-Gruppenspiel (damals gegen denselben Kontrahenten). Die 14:41-Niederlage im letzten Gruppenspiel gegen Frankreich ergab schließlich den vierten Gruppenrang.
Die Bilanz der Jahre 2004 und 2005 fiel mit fünf Niederlagen in Serie wiederum bescheiden aus. 2006 begann die Qualifikation für die nächste WM. Der 91:0-Sieg zum Auftakt gegen Barbados ist bis heute der höchste in der Geschichte der Eagles. Da sie den direkten Einzug wegen einer 7:56-Niederlage gegen Kanada verpassten, mussten in der letzten Runde zwei Spiele gegen Uruguay die Entscheidung um den letzten verbliebenen Startplatz des amerikanischen Kontinents herbeiführen. Die USA setzten sich auswärts mit 42:13 und zuhause mit 33:7 durch, wodurch sie ihre Teilnahme an der Weltmeisterschaft 2007 in Frankreich sicherstellten. Die USA, damals immerhin auf Platz 13 der Weltrangliste, verloren alle vier Spiele in ihrer Vorrundengruppe: Zum Auftakt mit 10:28 gegen England, danach mit 15:25 gegen Tonga, mit 21:25 gegen Samoa und schließlich mit 15:64 gegen den späteren Weltmeister Südafrika. Die USA verzeichneten dennoch einen Achtungserfolg gegen die Springboks. Verfolgt von Bryan Habana, sprintete Takudzwa Ngwenya kurz vor der Halbzeitpause auf spektakuläre Weise entlang der Außenlinie und legte einen Versuch, den die IRB später als „Versuch des Jahres“ (Try of the year) auszeichnete.

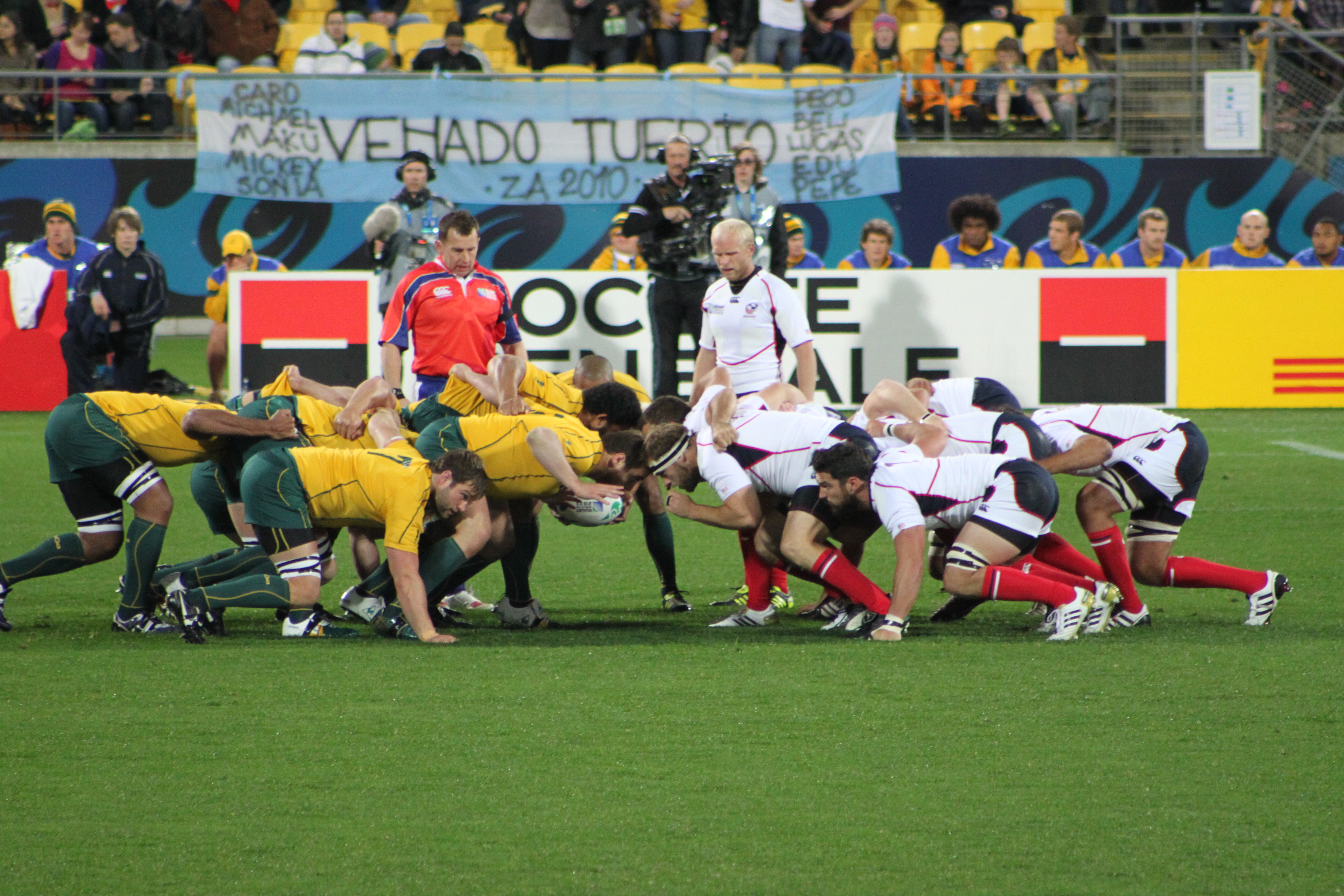
Gedränge zwischen Australien und den USA bei der Weltmeisterschaft 2011

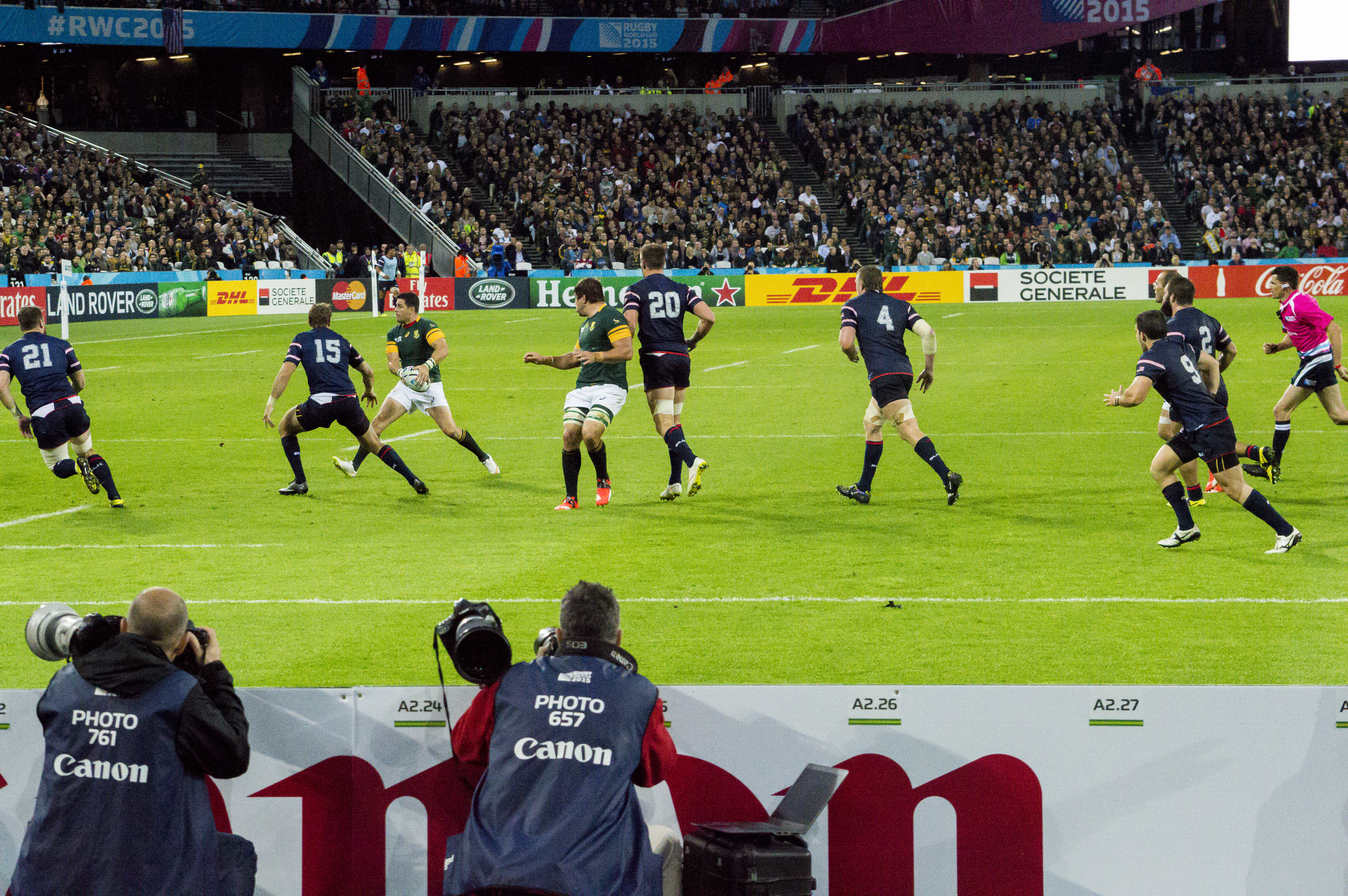
Die USA gegen die Springboks bei der Weltmeisterschaft 2015

Im März 2009 verpflichtete der Verband den Iren Eddie O’Sullivan, der zuvor sieben Jahre lang erfolgreich die irische Nationalmannschaft geführt hatte, als neuen Nationaltrainer. Seine Aufgabe war es, das Rugbyspiel in den USA weiterzuentwickeln und die Möglichkeiten für Spieler über die Jugend- und College-Ebene hinaus zu erweitern. Im Rahmen des Churchill Cup 2009 trafen die Eagles erstmals auf Georgien und bezwangen den amtierenden Europameister mit 31:13. Unmittelbar darauf folgte im Juli die erste Phase der WM-Qualifikation, die zwei Spiele gegen Kanada umfasste. Während das Heimspiel knapp gewonnen werden konnte, unterlagen die Amerikaner eine Woche später auswärts deutlich. Um den letzten verbliebenen Startplatz des amerikanischen Kontinents kam es im November 2009 wie vier Jahre zuvor zu einem Duell mit Uruguay. Erneut setzten sich die Eagles mit zwei Siegen durch. Die drei Test Matches des Jahres 2010 endeten mit Siegen über Russland und Portugal sowie mit einer Niederlage gegen Georgien. In den WM-Vorbereitungsspielen des Jahres 2011 standen einem Sieg über Russland vier Niederlagen gegenüber. In ihrem ersten Gruppenspiel bei der Weltmeisterschaft 2011 in Neuseeland konnten die Amerikaner den Angriffen Irlands bis kurz vor der Halbzeit standhalten, mussten sich aber letztlich dem ehemaligen Team ihres Trainers mit 10:22 geschlagen geben. Das Minimalziel, mindestens eine Partie zu gewinnen, gelang mit einem 13:6-Sieg über Russland. Im dritten Spiel blieben die Amerikaner gegen Australien mit 5:67 völlig chancenlos; es war dies zugleich die höchste Niederlage gegen diese Mannschaft. Im letzten Spiel gegen Italien ging es um den dritten Gruppenrang und die automatische Qualifikation für die nächsten Titelkämpfe. Hier setzte sich Italien mit 27:10 durch und die USA belegten mit drei Niederlagen in vier Spielen den vierten Platz. Zwei Monate nach dem Ausscheiden erklärte O’Sullivan seinen Rücktritt.
2012 war die Bilanz ausgeglichen; drei Siegen standen drei Niederlagen in Freundschaftsspielen gegenüber. Im darauf folgenden Jahr gerieten die Eagles in eine Schwächephase und verloren siebenmal hintereinander. Allein vier Niederlagen resultierten bei der erstmaligen Teilnahme am Pacific Nations Cup gegen Kanada, Tonga, Fidschi und Japan. Bemerkenswert war hingegen eine äußerst knappe 12:15-Heimniederlage gegen Irland im Rahmen der Mid-year Internationals 2013. Die darauf folgende WM-Qualifikation begann im August 2013 erneut mit zwei Niederlagen gegen Kanada und einem Gesamtpunktestand von 20:40. Dies bedeutete, dass die USA im April 2014 erneut gegen Uruguay antreten mussten. Während das Auswärtsspiel unentschieden endete, folgte im Heimspiel ein Sieg; das Gesamtergebnis von 59:40 bedeutete die erneute WM-Teilnahme. Die von O’Sullivan geleistete Aufbauarbeit hatte mittlerweile dazu geführt, dass nun mehrere amerikanische Spieler Verträge bei europäischen Profivereinen unterzeichnen konnten; nicht weniger als zehn Spieler waren in England tätig.
Am 1. November 2014 trafen die USA zum erst dritten Mal auf Neuseeland und verloren erwartungsgemäß deutlich mit 6:74. Mehr als 61.500 Zuschauer verfolgten das Spiel im Soldier Field in Chicago, womit der bisherige Besucherrekord um mehr als das Dreifache überboten wurde. Die Bestmarke lag zuvor bei 20.183 Zuschauern, aufgestellt im Jahr zuvor in Houston gegen Irland. Die unmittelbare WM-Vorbereitung begann mit vier Partien beim Pacific Nations Cup 2015, von denen je eines gegen Japan und Kanada gewonnen werden konnte. Es folgte am 5. September 2015 ein Freundschaftsspiel in Chicago gegen die damals Zweitplatzierten der Weltrangliste aus Australien. Zur Halbzeitpause führten die Amerikaner überraschend mit 14:10, ehe die Wallabies sich markant steigerten, ihren Gegnern keinen einzigen Punkt mehr zugestanden und die Partie schließlich deutlich für sich entschieden. Für die Weltmeisterschaft 2015 in England waren die USA in eine Gruppe mit Südafrika, Schottland, Japan und Samoa gelost worden. Zum Auftakt resultierte eine 16:25-Niederlage gegen Samoa. Es folgten Niederlagen gegen Schottland (16:39), Südafrika (0:64) und Japan (18:28), womit die Amerikaner als Gruppenletzte ausschieden.

### Professionalisierung des Rugbysports

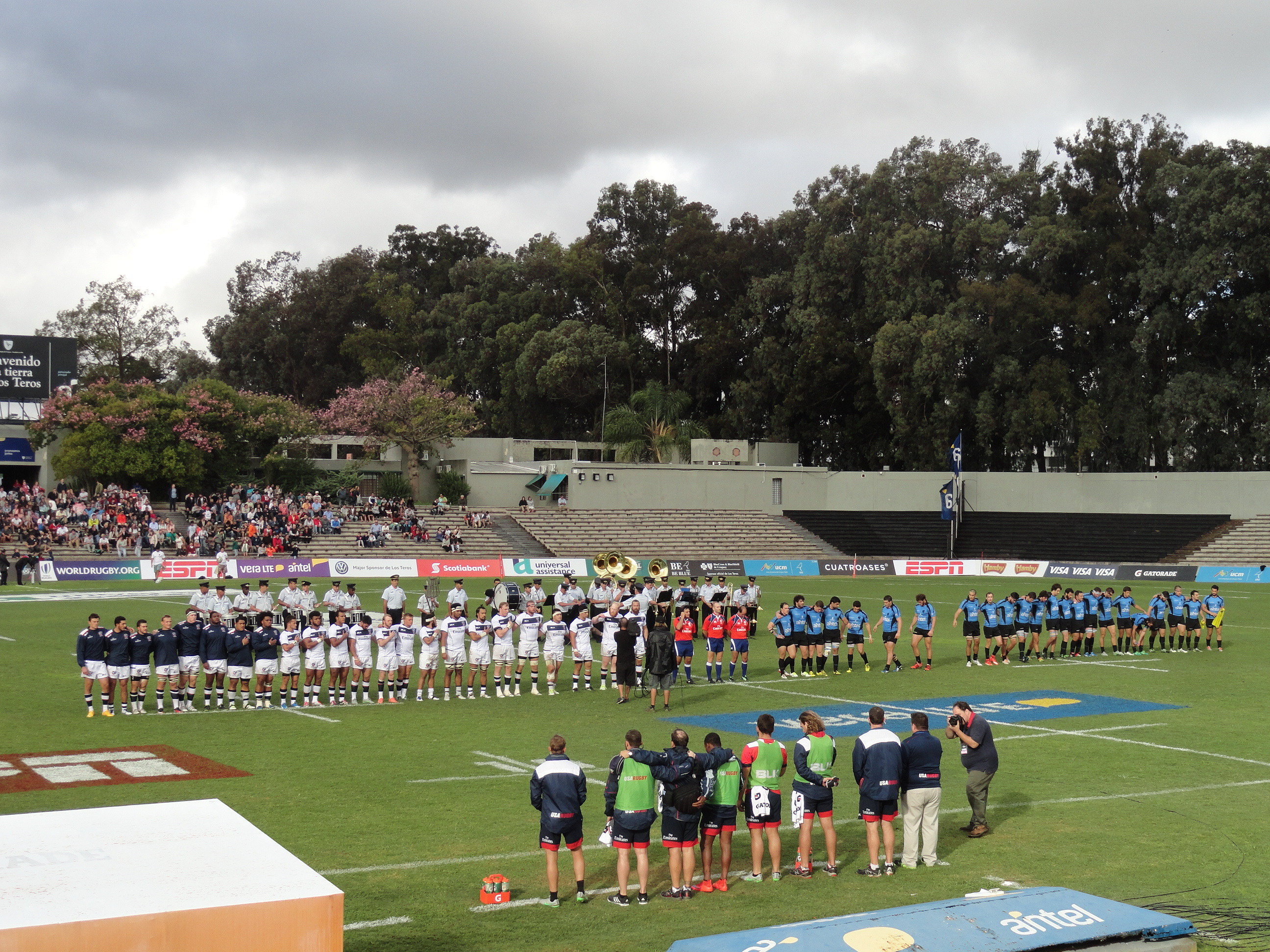
Uruguay gegen die Vereinigten Staaten bei der Americas Rugby Championship 2016

Seitdem der IRFB im Jahr 1995 Rugby Union für Profispieler freigegeben hatte, gab es in den USA verschiedene Versuche, eine professionelle Liga zu etablieren. Dies gelang erst im November 2015 mit der Gründung von PRO Rugby durch eine private, vom Verband unterstützte Organisation. Es konnte jedoch nur eine Saison ausgespielt werden, ehe sich die Liga im Dezember 2016 wegen organisatorischer und finanzieller Probleme auflöste. Die Nationalmannschaft nahm 2016 erstmals am jährlichen Turnier Americas Rugby Championship teil, das seit einer Reorganisation sechs nord- und südamerikanische Teams umfasst (und informell als „amerikanische Six Nations“ bekannt ist). Ihre ersten bedeutenden internationalen Turniersiege feierten die USA bei den Austragungen 2017 und 2018. Im Juni und Juli 2017 schaffte das Team die WM-Qualifikation mit einem Unentschieden und einem Sieg gegen Kanada. Währenddessen gingen die Bemühungen zur Einführung einer dauerhaften professionellen Liga weiter. Im November 2017 erfolgte die Gründung der Major League Rugby, die gemeinsam von den regionalen Teilverbänden und von privaten Sponsoren getragen wird; 2018 nahm sie den Spielbetrieb auf.
Der ab diesem Jahr amtierende Nationaltrainer, der Südafrikaner Gary Gold, konnte für die Mid-year Internationals 2018 erstmals ein ausschließlich aus Profispielern bestehendes Team zusammenstellen. Es sorgte am 16. Juni in Houston für eine Überraschung, als es Schottland mit 30:29 besiegte. Es handelte sich um den ersten Erfolg über eine Mannschaft der ersten Stärkeklasse seit dem Olympiasieg 1924. Bei den End-of-year Internationals 2018 folgte der erste Sieg über Samoa. Eine 14:57-Auswärtsniederlage gegen Irland bedeutete das Ende einer neun Test Matches dauernden Siegesserie, der bisher längsten der amerikanischen Rugbygeschichte. Als Vorbereitung auf die WM nahmen die USA erstmals nach vier Jahren wieder am Pacific Nations Cup teil. Bei der Weltmeisterschaft 2019 in Japan wurde die Mannschaft den höher gesteckten Erwartungen nicht gerecht. Sie verlor gegen England mit 7:45, gegen Frankreich mit 9:33, gegen Argentinien mit 17:47 und auch gegen Tonga mit 19:31. Damit schieden die USA ein weiteres Mal als Gruppenletzte aus. 2020 konnte aufgrund der Reisebeschränkungen während der COVID-19-Pandemie kein einziges Spiel ausgetragen werden. In der kontinentalen Phase der WM-Qualifikation erreichten die USA nach jeweils einem Heim- und Auswärtssieg gegen Kanada, Uruguay und Chile die interkontinentale Qualifikation. Dort gewannen sie gegen Kenia und Hongkong, verpassten jedoch nach einem 16:16 unentschieden gegen die punktgleichen Portugiesen die Weltmeisterschaft 2023 in Frankreich.

## Trikot, Logo und Spitzname

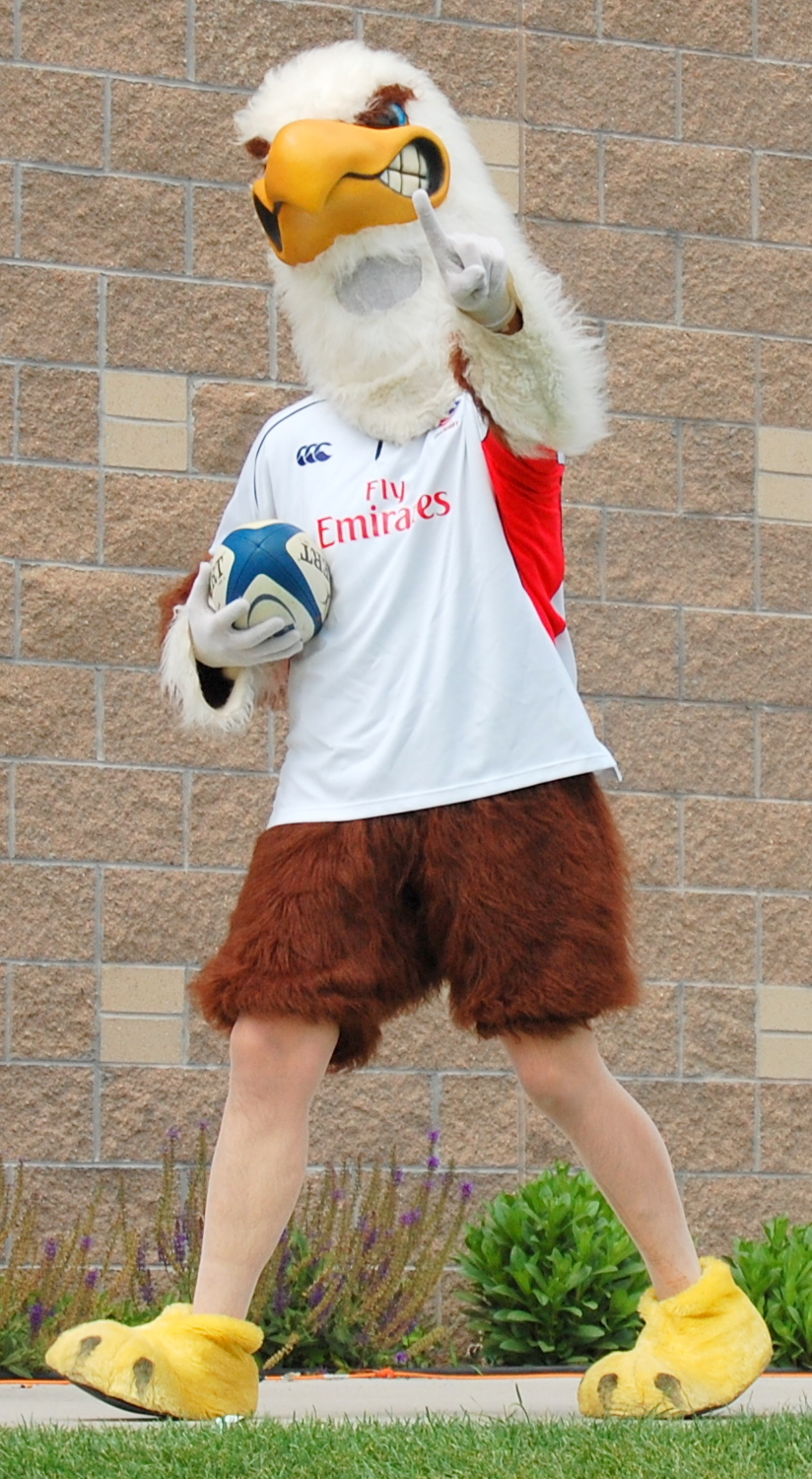
Rookie the Eagle, das Maskottchen der USA, beim Churchill Cup 2010

Die Vereinigten Staaten spielen traditionell in weißen Trikots mit blauen und roten Farbakzenten, weißen Hosen mit blauen Streifen und weißen Socken. Das Auswärtstrikot ist dunkelblau mit roten und weißen Streifen, dunkelblauen Hosen mit weißen Streifen und dunkelblauen Socken. Beim Rugby-Union-Turnier der Olympischen Spiele 1920 in Antwerpen und 1924 in Paris traten die USA in einem weißen Trikot mit dem Wappenschild aus dem Großen Siegel auf der Brust, weißen Hosen und weißen Socken mit blauen und roten Streifen an.
Aktueller Trikotausrüster der amerikanischen Mannschaft ist Canterbury und Trikotsponsor ist Medallia. Auf den Trikots erscheint das Verbandslogo auf der rechten Seite, das Ausrüsterlogo links und das Sponsorenlogo in der Mitte.
Das Logo des Verbandes USA Rugby zeigt einen Weißkopfseeadler (Haliaeetus leucocephalus) in den Nationalfarben weiß, blau und rot, der einen Rugby-Union-Ball trägt, mit dem Schriftzug USA Rugby darunter. Der Spitzname der Nationalmannschaft lautet Eagles („Adler“) und ist vom Wappenvogel der Vereinigten Staaten, dem Weißkopfseeadler, entlehnt. Dementsprechend ist das Maskottchen ein Weißkopfseeadler und trägt den Namen Rookie the Eagle.

## Stadien

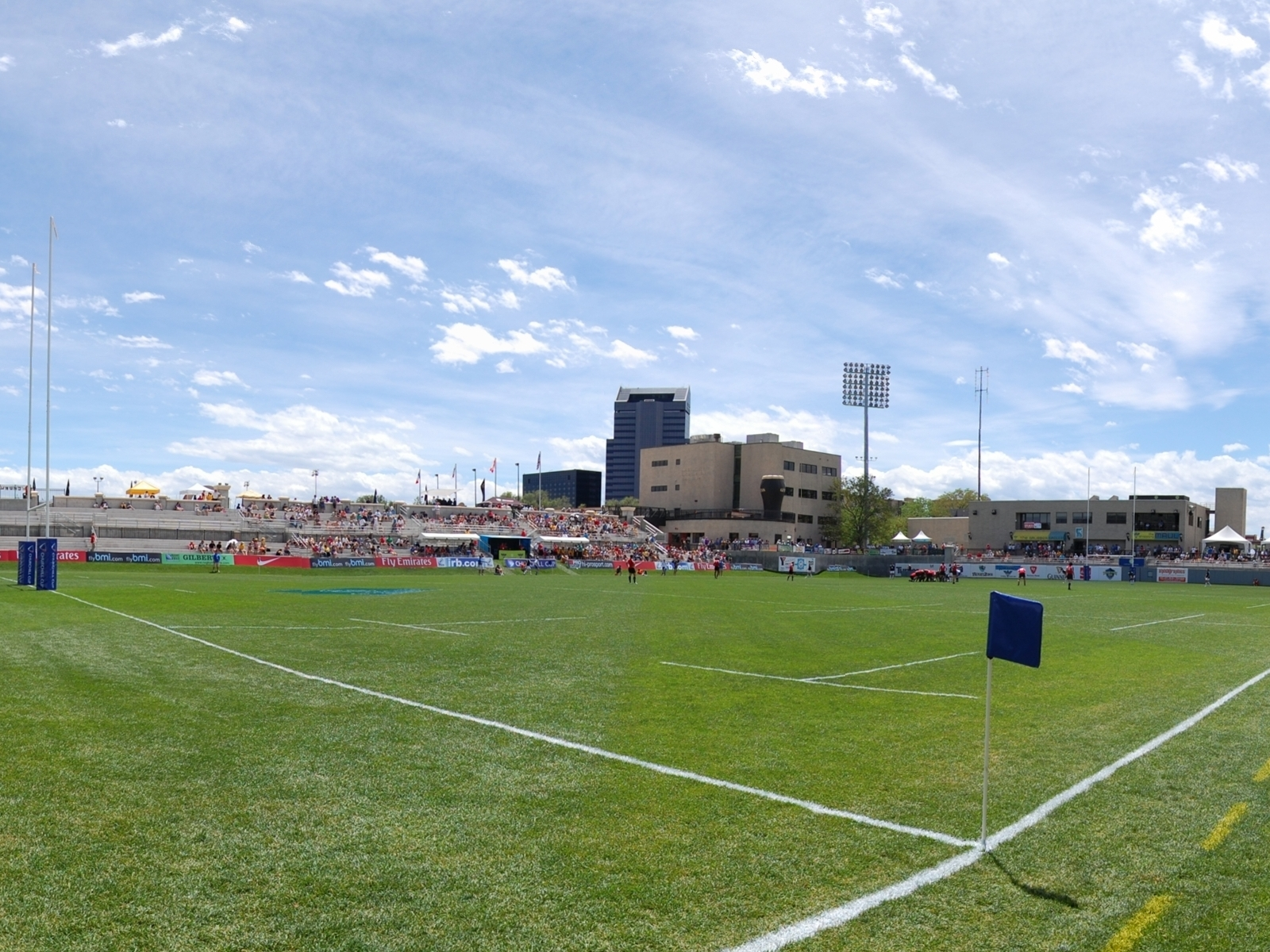
Im Infinity Park in Denver, Colorado, wurden einige Heimspiele der USA ausgetragen

Die USA haben kein offizielles Rugby-Union-Stadion für Heimspiele. Einige der Heimspiele wurden im Infinity Park in Denver, Colorado, ausgetragen, mit der zunehmenden Beliebtheit des Rugbysports und der Nationalmannschaft wurde das Stadion jedoch zu klein und seit Juni 2012 bestritt man dort keine Spiele mehr. Seitdem tragen die USA ihre Heimspiele für gewöhnlich in größeren Major-League-Soccer-Stadien aus. Seit 2012 empfangen die USA eine der Mannschaften aus der ersten Stärkeklasse im Juni im PNC Stadium in Houston, Texas. Seit 2012 spielte das Team auch in anderen MLS-Stadien wie dem Subaru Park in Philadelphia oder dem Dignity Health Sports Park in Los Angeles. Spiele gegen Teams der unteren Stärkeklassen werden in kleineren Stadien ausgetragen.
Das Test Match mit der höchsten Zuschauerzahl in den USA war ohne Beteiligung der Nationalmannschaft; etwa 62.000 Zuschauer verfolgte das Test Match zwischen Irland und Neuseeland, als die Iren die All Blacks am 5. November 2016 erstmals im Soldier Field, Chicago, mit 40:29 bezwangen.

## Rivalität mit Kanada
Der größte Rivale der Vereinigten Staaten im Rugby Union ist Kanada. Die Vereinigten Staaten bestritten mehr Test Matches gegen den nördlichen Nachbarn als gegen jedes andere Land. Beide Mannschaften trafen 1977 erstmals aufeinander und spielen seitdem jährlich gegeneinander, mit Ausnahme der Jahre 2010 und 2020. Von den 66 bisherigen Begegnungen gewannen die Vereinigten Staaten 25, während Kanada 39 für sich entschieden; hinzu kommen zwei Unentschieden.
Die Vereinigten Staaten und Kanada treffen regelmäßig bei der Qualifikation für die Weltmeisterschaft aufeinander. Bisher gab es bei jeder WM-Qualifikation Begegnungen zwischen beiden Mannschaften, mit Ausnahme der Weltmeisterschaft 1987, für die Mannschaften anstelle einer Qualifikation eingeladen wurden, und die Weltmeisterschaft 1995, für die sich Kanada aufgrund seiner Viertelfinalteilnahme vier Jahre zuvor direkt qualifiziert hatte. Seit 2015 treffen beide Mannschaften im Rahmen der jährlichen Americas Rugby Championship aufeinander.
Ab 2014 blieben die Vereinigten Staaten bei zwölf Test Matches in Folge unbesiegt (elf Siege und ein Unentschieden), bis Kanada 2021 wieder ein Sieg gelang. Der erste Sieg in dieser Serie der US-Amerikaner wiederum beendete eine seit 2009 anhaltende Siegesserie Kanadas.

## Test Matches

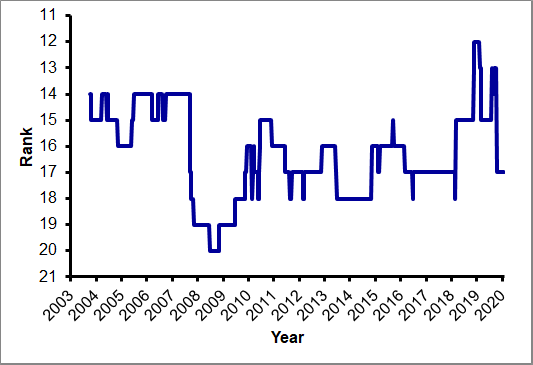
Die Position der USA in der World-Rugby-Weltrangliste seit dem 10. Oktober 2003

Die USA haben 108 ihrer bisher 275 Test Matches gewonnen, was einer Gewinnquote von 39,28 % entspricht. Die Statistik der Test Matches der USA gegen alle Nationen, alphabetisch geordnet, ist wie folgt (Stand: 14. August 2025):
| Land        | Spiele | Gewonnen | Unent- schieden | Verloren | % Siege |
| ----------- | ------ | -------- | --------------- | -------- | ------- |
| Argentinien | 9      | 0        | 0               | 9        | 0,00    |
| Australien  | 8      | 0        | 0               | 8        | 0,00    |
| Barbados    | 1      | 1        | 0               | 0        | 100,00  |
| Belgien     | 1      | 1        | 0               | 0        | 100,00  |
| Bermuda     | 1      | 1        | 0               | 0        | 100,00  |
| Brasilien   | 5      | 4        | 0               | 1        | 80,00   |
| Chile       | 8      | 6        | 0               | 2        | 75,00   |
| Deutschland | 1      | 1        | 0               | 0        | 100,00  |
| England     | 8      | 0        | 0               | 8        | 0,00    |
| Fidschi     | 7      | 1        | 0               | 6        | 14,29   |
| Frankreich  | 9      | 2        | 0               | 7        | 22,22   |
| Georgien    | 7      | 3        | 0               | 4        | 42,86   |
| Hongkong    | 8      | 4        | 0               | 4        | 50,00   |
| Irland      | 11     | 0        | 0               | 11       | 0,00    |
| Italien     | 5      | 0        | 0               | 5        | 0,00    |
| Japan       | 25     | 13       | 1               | 11       | 52,00   |
| Kanada      | 66     | 25       | 2               | 39       | 37,88   |
| Kenia       | 1      | 1        | 0               | 0        | 100,00  |
| Neuseeland  | 4      | 0        | 0               | 4        | 0,00    |
| Portugal    | 5      | 3        | 1               | 1        | 60,00   |
| Rumänien    | 11     | 8        | 0               | 3        | 72,73   |
| Russland    | 9      | 8        | 0               | 1        | 88,89   |
| Samoa       | 8      | 2        | 0               | 6        | 25,00   |
| Schottland  | 7      | 1        | 0               | 6        | 14,29   |
| Sowjetunion | 1      | 0        | 0               | 1        | 0,00    |
| Spanien     | 6      | 5        | 0               | 1        | 83,33   |
| Südafrika   | 4      | 0        | 0               | 4        | 0,00    |
| Tonga       | 11     | 2        | 0               | 9        | 18,18   |
| Tunesien    | 1      | 1        | 0               | 0        | 100,00  |
| Uruguay     | 20     | 15       | 1               | 4        | 75,00   |
| Wales       | 7      | 0        | 0               | 7        | 0,00    |
| Gesamt      | 275    | 108      | 5               | 162      | 39,28   |

## Erfolge

### Weltmeisterschaften
Die Vereinigten Staaten haben sich bisher für fast jede Weltmeisterschaft qualifiziert, mit Ausnahme der Turniere 1995 und 2023. Das beste Resultat bisher waren jeweils ein Sieg bei den Turnieren 1987, 2003 und 2011.
| Jahr | Resultat                                       | Spiele                                         | Siege                                          | Unent.                                         | Ndlg.                                          | +/-                                            | Punkte                                         |
| ---- | ---------------------------------------------- | ---------------------------------------------- | ---------------------------------------------- | ---------------------------------------------- | ---------------------------------------------- | ---------------------------------------------- | ---------------------------------------------- |
| 1987 | Vorrunde                                       | 3                                              | 1                                              | 0                                              | 2                                              | 39:99                                          | 2                                              |
| 1991 | Vorrunde                                       | 3                                              | 0                                              | 0                                              | 3                                              | 24:113                                         | 3                                              |
| 1995 | nicht qualifiziert (Amerika Play-off)          | nicht qualifiziert (Amerika Play-off)          | nicht qualifiziert (Amerika Play-off)          | nicht qualifiziert (Amerika Play-off)          | nicht qualifiziert (Amerika Play-off)          | nicht qualifiziert (Amerika Play-off)          | nicht qualifiziert (Amerika Play-off)          |
| 1999 | Vorrunde                                       | 3                                              | 0                                              | 0                                              | 3                                              | 52:135                                         | 0                                              |
| 2003 | Vorrunde                                       | 4                                              | 1                                              | 0                                              | 3                                              | 86:125                                         | 6                                              |
| 2007 | Vorrunde                                       | 4                                              | 0                                              | 0                                              | 4                                              | 61:142                                         | 1                                              |
| 2011 | Vorrunde                                       | 4                                              | 1                                              | 0                                              | 3                                              | 38:122                                         | 4                                              |
| 2015 | Vorrunde                                       | 4                                              | 0                                              | 0                                              | 4                                              | 50:156                                         | 0                                              |
| 2019 | Vorrunde                                       | 4                                              | 0                                              | 0                                              | 4                                              | 52:156                                         | 0                                              |
| 2023 | nicht qualifiziert (Play-off und Finalturnier) | nicht qualifiziert (Play-off und Finalturnier) | nicht qualifiziert (Play-off und Finalturnier) | nicht qualifiziert (Play-off und Finalturnier) | nicht qualifiziert (Play-off und Finalturnier) | nicht qualifiziert (Play-off und Finalturnier) | nicht qualifiziert (Play-off und Finalturnier) |
| 2027 | noch ausstehend                                | noch ausstehend                                | noch ausstehend                                | noch ausstehend                                | noch ausstehend                                | noch ausstehend                                | noch ausstehend                                |
| 2031 | noch ausstehend                                | noch ausstehend                                | noch ausstehend                                | noch ausstehend                                | noch ausstehend                                | noch ausstehend                                | noch ausstehend                                |

### Olympische Spiele
- 1920: Olympiasieger
- 1924: Olympiasieger

### Americas Rugby Championship
Das einzige jährliche Turnier der USA sind die Americas Rugby Championship, wobei man gegen Brasilien, Chile, Kanada und Uruguay sowie der zweiten Mannschaft Argentiniens spielt. Die USA gewannen das Turnier bisher zweimal (2017 und 2018).

### Churchill Cup
Zwischen 2003 und 2011 nahmen die USA am jährlichen Churchill Cup teil, dabei gelangen keine Turniersiege.

### Pacific Nations Cup
Die USA wurden bisher viermal zur Teilnahme am Pacific Nations Cup, dem jährlichen Turnier zwischen den drei Rugbynationen Fidschi, Samoa und Tonga, eingeladen. Dabei gelang noch kein Turniersieg.

### Weitere Test Matches

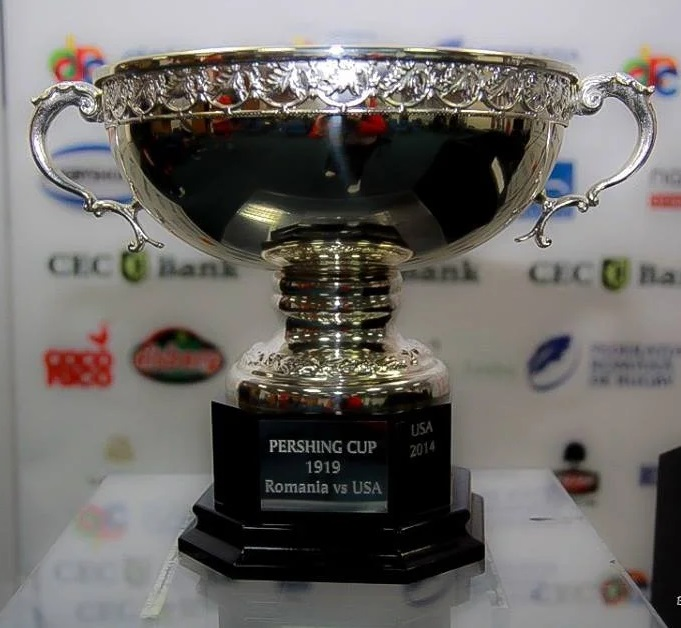
Der Pershing Cup wird seit 2014 zwischen den Vereinigten Staaten und Rumänien ausgespielt

Während der Amateur-Ära tourten die Vereinigten Staaten zum Teil monatelang ins Ausland, um gegen andere Nationalteams sowie Regionalauswahlen und Vereinsmannschaften anzutreten. Ebenso empfing man in den Vereinigten Staaten tourende Nationalteams. Die Touren nach alter Tradition kamen um das Jahr 2000 zum Erliegen. Heute stehen für Test Matches gegen Teams der südlichen Hemisphäre jedes Jahr zwei Zeitfenster zur Verfügung. Bei den Mid-year Internationals im Juni reisen die Vereinigten Staaten in die Südhemisphäre, bei den End-of-year Internationals im November empfängt man Mannschaften aus der Südhemisphäre in den Vereinigten Staaten. Dabei spielen die Vereinigten Staaten seit 2014 gegen Rumänien um den Pershing Cup.

## Spieler

### Aktueller Kader
Die folgenden Spieler bilden den Kader während des Pacific Nations Cup 2025:
| Spieler                | Position         | Verein               | Länderspiele |
| ---------------------- | ---------------- | -------------------- | ------------ |
| Ruben de Haas          | Gedrängehalb     | vereinslos           | 36           |
| Ethan McVeigh          | Gedrängehalb     | Old Glory DC         | 04           |
| Juan-Philip Smith      | Gedrängehalb     | Seattle Seawolves    | 09           |
| Christopher Hilsenbeck | Verbinder        | Chicago Hounds       | 02           |
| AJ MacGinty            | Verbinder        | Bristol Bears        | 42           |
| Tom Pittman            | Verbinder        | Anthem RC            | 02           |
| Dominic Besag          | Innendreiviertel | Saint Mary’s College | 09           |
| Tommaso Boni           | Innendreiviertel | Old Glory DC         | 09           |
| Tavite Lopeti          | Innendreiviertel | San Diego Legion     | 21           |
| Erich Storti           | Innendreiviertel | Anthem RC            | 04           |
| Nate Augspurger        | Außendreiviertel | Chicago Hounds       | 51           |
| Noah Brown             | Außendreiviertel | Chicago Hounds       | 01           |
| Lauina Futi            | Außendreiviertel | Seattle Seawolves    | 05           |
| Rufus McLean           | Außendreiviertel | Houston SaberCats    | 01           |
| Toby Fricker           | Schlussmann      | Anthem RC            | 05           |
| Mitch Wilson           | Schlussmann      | Anthem RC            | 13           |

| Spieler            | Position             | Verein                 | Länderspiele |
| ------------------ | -------------------- | ---------------------- | ------------ |
| Kaleb Geiger       | Hakler               | New England Free Jacks | 05           |
| Shilo Klein        | Hakler               | San Diego Legion       | 05           |
| Kapeli Pifeleti    | Hakler               | Provence               | 19           |
| Pono Davis         | Pfeiler              | Houston SaberCats      | 08           |
| Jack Iscaro        | Pfeiler              | Old Glory DC           | 13           |
| Tonga Kofe         | Pfeiler              | Leicester Tigers       | 03           |
| Ezekiel Lindenmuth | Pfeiler              | Houston SaberCats      | 01           |
| Alec McDonnell     | Pfeiler              | vereinslos             | 0            |
| Maliu Niuafe       | Pfeiler              | San Diego Legion       | 0            |
| Payton Talea       | Pfeiler              | San Diego Legion       | 03           |
| Jake Turnbull      | Pfeiler              | Eastern Suburbs        | 14           |
| Jason Damm         | Zweite-Reihe-Stürmer | San Diego Legion       | 09           |
| Nafi Maʻafu        | Zweite-Reihe-Stürmer | Montauban              | 0            |
| Tevita Naqali      | Zweite-Reihe-Stürmer | Old Glory DC           | 03           |
| Marno Redelinghuys | Zweite-Reihe-Stürmer | Houston SaberCats      | 03           |
| Rick Rose          | Zweite-Reihe-Stürmer | vereinslos             | 0            |
| Makeen Alikhan     | Flügelstürmer        | Anthem RC              | 02           |
| Benjamín Bonasso   | Flügelstürmer        | vereinslos             | 10           |
| Cory Daniel        | Flügelstürmer        | Old Glory DC           | 13           |
| Vili Helu          | Flügelstürmer        | San Diego Legion       | 17           |
| Christian Poidevin | Flügelstürmer        | San Diego Legion       | 02           |
| Paddy Ryan         | Flügelstürmer        | San Diego Legion       | 14           |
| Lance Williams     | Flügelstürmer        | Utah Warriors          | 09           |

### Bekannte Spieler

Dan Carroll (1908)

Ein amerikanischer Spieler wurde aufgrund seiner herausragenden Leistungen in die World Rugby Hall of Fame aufgenommen:
| Spieler     | Position                                                         | Aufnahme |
| ----------- | ---------------------------------------------------------------- | -------- |
| Dan Carroll | Innendreiviertel, Verbindungshalb Außendreiviertel, Gedrängehalb | 2016     |

Ebenfalls in die Hall of Fame aufgenommen wurden die beiden Olympiateams, die 1920 und 1924 Gold gewannen.

### Spielerstatistiken

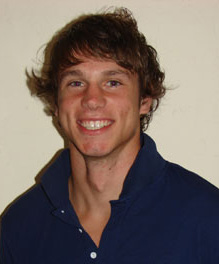
Blaine Scully (2009)

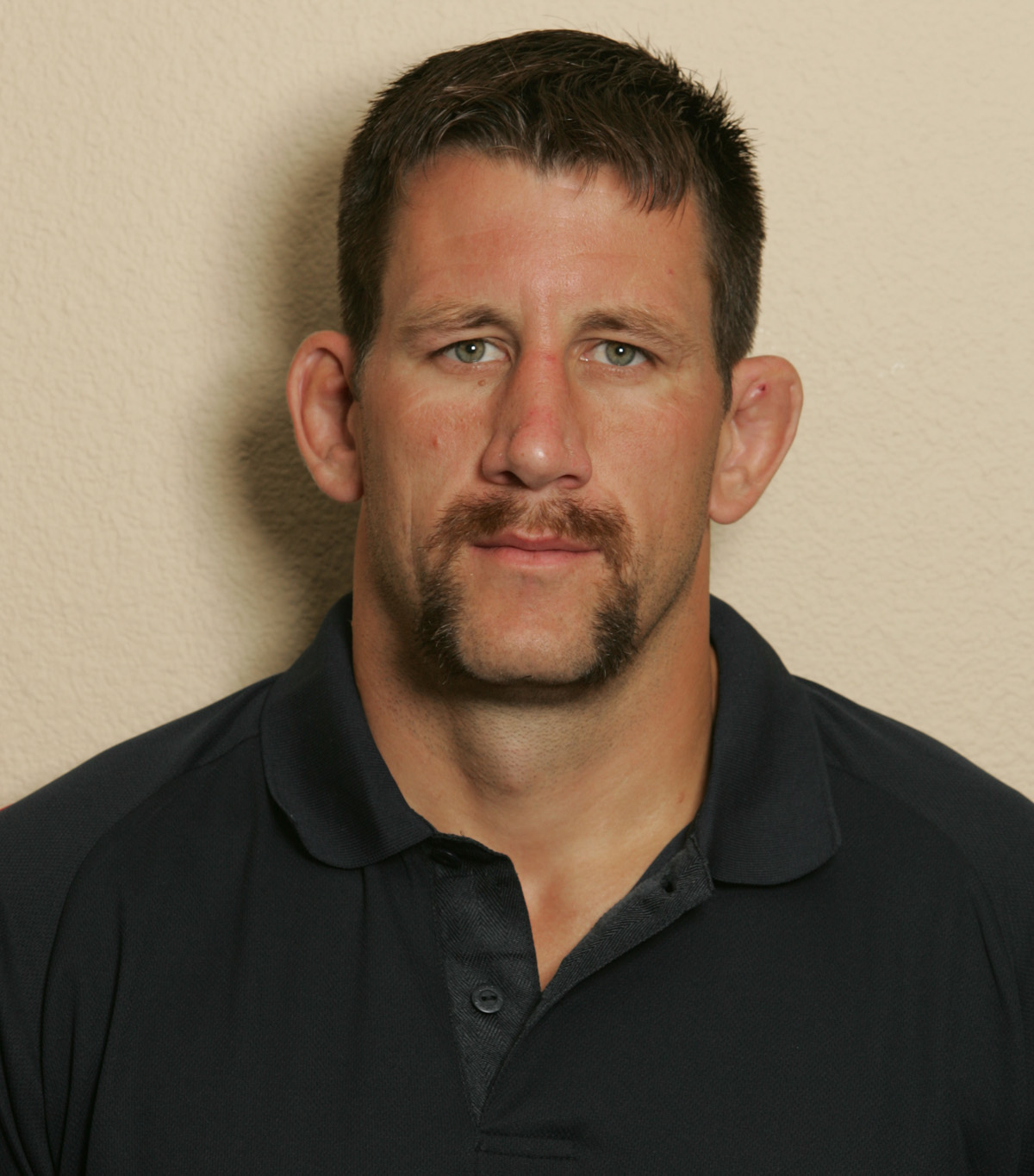
Luke Gross (2008)

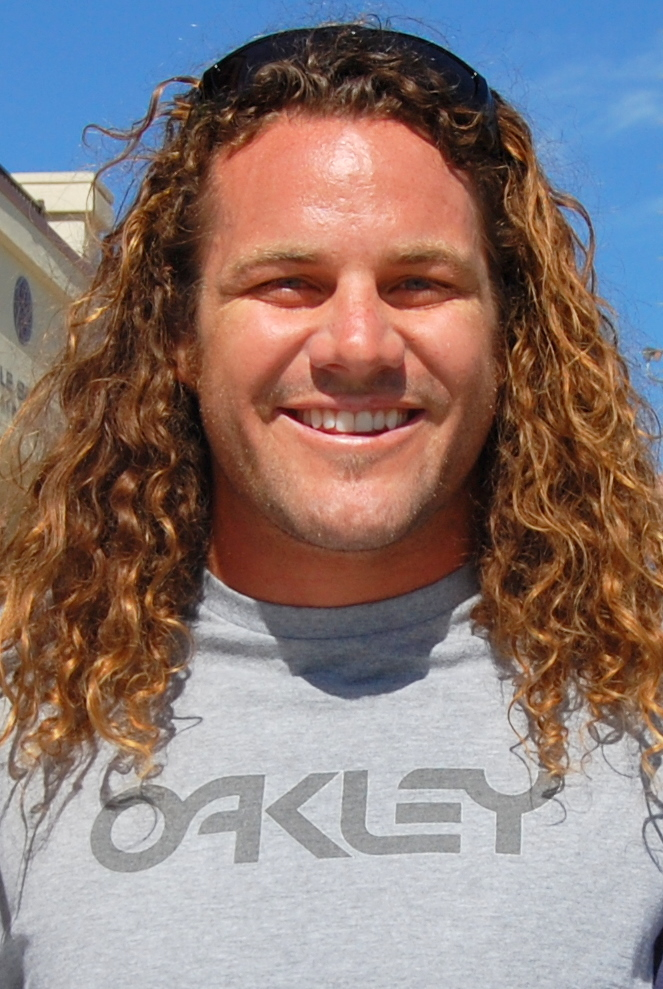
Todd Clever (2010)

Nachfolgend sind die wichtigsten Statistiken aufgelistet, die Spieler der USA betreffen. Die mit * markierten Spieler sind noch aktiv und können sich weiter verbessern.
(Stand: September 2024)
| Rang | Name                           | Zeitraum                       | Spiele                         |
| ---- | ------------------------------ | ------------------------------ | ------------------------------ |
| 01   | Todd Clever                    | 2003–2017                      | 76                             |
| 02   | Mike MacDonald                 | 2000–2012                      | 67                             |
| 03   | Cameron Dolan *                | 2013–2024                      | 67                             |
| 04   | Luke Gross                     | 1996–2003                      | 62                             |
| 05   | Alec Parker                    | 1996–2009                      | 58                             |
| 06   | Mike Petri                     | 2007–2015                      | 57                             |
| 07   | Louis Stanfill                 | 2005–2015                      | 56                             |
| 08   | Blaine Scully                  | 2011–2019                      | 54                             |
| 09   | Chris Wyles                    | 2007–2015                      | 54                             |
| 10   | Zwei Spieler mit je 53 Spielen | Zwei Spieler mit je 53 Spielen | Zwei Spieler mit je 53 Spielen |

| Rang | Name          | Zeitraum  | Spiele |
| ---- | ------------- | --------- | ------ |
| 01   | Todd Clever   | 2008–2017 | 51     |
| 02   | Dave Hodges   | 2000–2003 | 28     |
| 03   | Dan Lyle      | 1996–2003 | 24     |
| 04   | Blaine Scully | 2016–2019 | 23     |
| 05   | Kort Schubert | 2003–2006 | 17     |
| 06   | Tom Billups   | 1998–1998 | 12     |
| 07   | Ed Burlingham | 1983–1987 | 09     |
| 08   | Kevin Swords  | 1991–1994 | 08     |
| 09   | Brian Vizard  | 1990–1991 | 08     |
| 10   | Chris Wyles   | 2015–2015 | 08     |

| Rang | Name            | Zeitraum  | Punkte |
| ---- | --------------- | --------- | ------ |
| 01   | Mike Hercus     | 2002–2009 | 465    |
| 02   | AJ MacGinty *   | 2015–2024 | 371    |
| 03   | Matt Alexander  | 1995–1998 | 286    |
| 04   | Chris Wyles     | 2007–2015 | 222    |
| 05   | Chris O’Brien   | 1988–1994 | 144    |
| 06   | Mark Williams   | 1987–1999 | 143    |
| 07   | Vaea Anitoni    | 1992–2002 | 130    |
| 08   | Joe Taufeteʻe * | 2015–2024 | 115    |
| 09   | Kevin Dalzell   | 1996–2003 | 109    |
| 10   | Cameron Dolan * | 2013–2024 | 105    |

| Rang | Name                             | Zeitraum                         | Versuche                         |
| ---- | -------------------------------- | -------------------------------- | -------------------------------- |
| 01   | Vaea Anitoni                     | 1992–2000                        | 26                               |
| 02   | Joe Taufeteʻe *                  | 2015–2024                        | 23                               |
| 03   | Cameron Dolan *                  | 2013–2024                        | 21                               |
| 04   | Paul Emerick                     | 2003–2012                        | 17                               |
| 05   | Todd Clever                      | 2003–2017                        | 16                               |
| 06   | Mike Te’o                        | 2016–2021                        | 16                               |
| 07   | Chris Wyles                      | 2007–2015                        | 16                               |
| 08   | Blaine Scully                    | 2011–2019                        | 15                               |
| 09   | Hanco Germishuys                 | 2016–2022                        | 14                               |
| 10   | Zwei Spieler mit je 13 Versuchen | Zwei Spieler mit je 13 Versuchen | Zwei Spieler mit je 13 Versuchen |

## Trainer

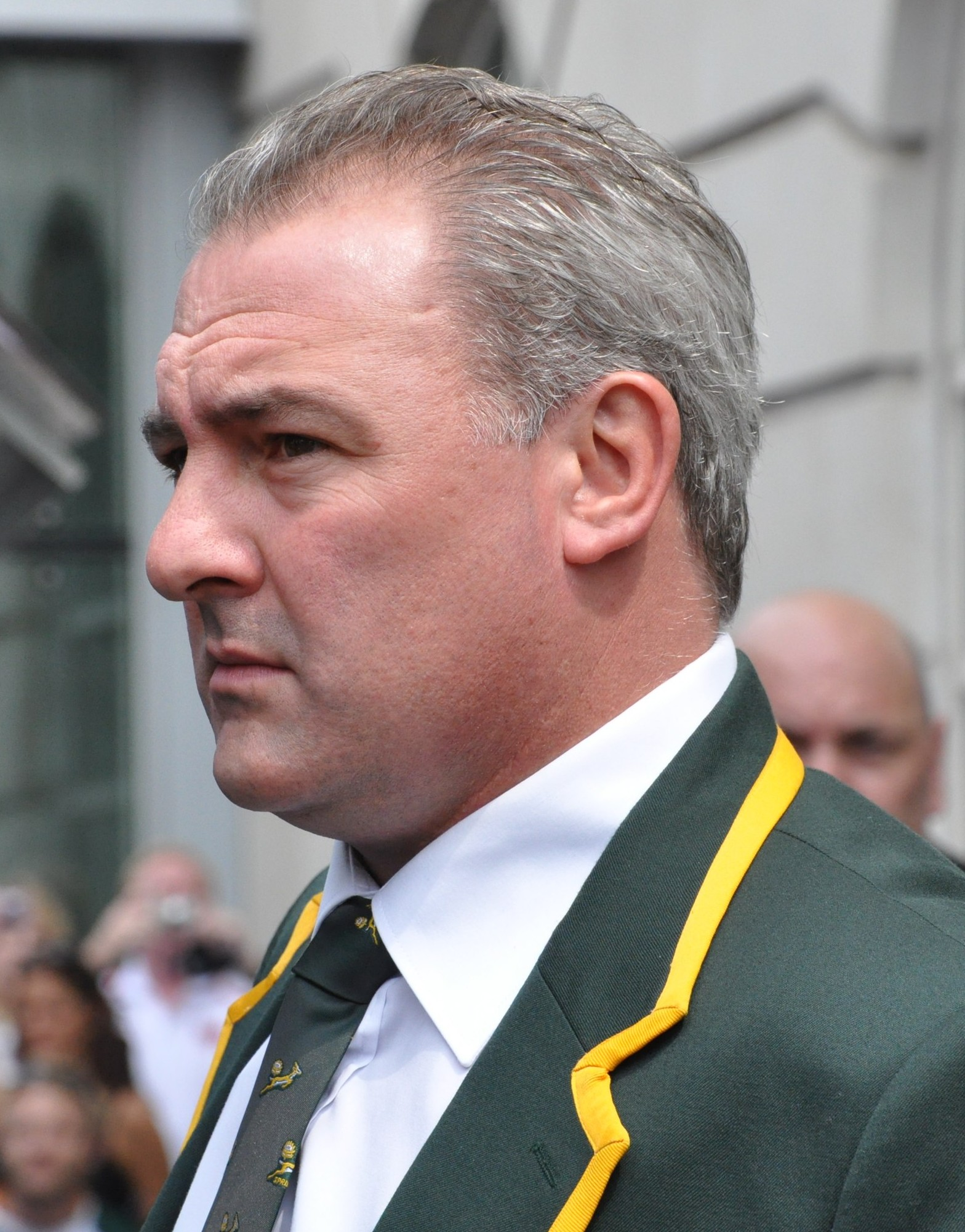
Gary Gold (2010)

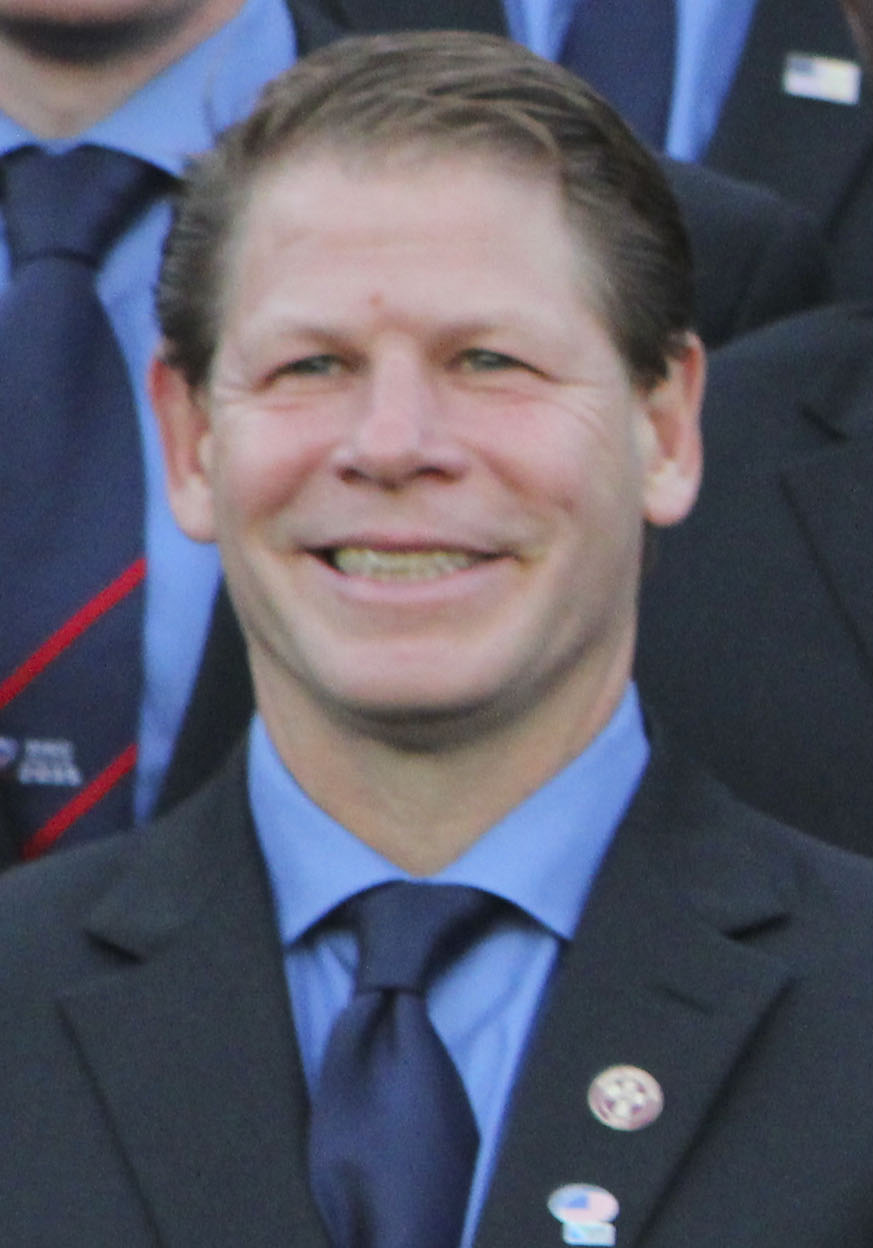
Mike Tolkin (2015)

Die USA ernannten 1976 mit Dennis Storer erstmals einen Trainer. Seit 2018 ist der Südafrikaner Gary Gold amerikanischer Nationaltrainer.
| Name             | Jahre     |
| ---------------- | --------- |
| Dennis Storer    | 1976–1977 |
| Ray Cornbill     | 1978–1983 |
| Ron Mayes        | 1983–1987 |
| George Hook      | 1987      |
| Jim Perkins      | 1987–1991 |
| Jack Clark       | 1993–1999 |
| Duncan Hall      | 2000–2001 |
| Tom Billups      | 2001–2005 |
| Peter Thorburn   | 2006–2007 |
| Scott Johnson    | 2008–2009 |
| Eddie O’Sullivan | 2009–2011 |
| Mike Tolkin      | 2012–2015 |
| John Mitchell    | 2016–2017 |
| Dave Hewett      | 2017      |
| Gary Gold        | 2018–2023 |
| Scott Lawrence   | seit 2023 |